# معبد بتاح
يقع معبد بتاح في منف وهو المعبد المصري الرئيسي المخصص لعبادة بتاح. حمل اسم حوت كا بتاح، والذي يعني في مصر القديمة، منزل روح بتاح. احتل هذا المعبد معظم السور الرئيسي للمدينة.
يسمح عدد معين من القرائن بفهم التطورات الرئيسية دون ضمان جانب موثوق به يسمح لنا بتقديم تعويض كامل، لأن الموقع بسبب العصور القديمة، ودوره في تاريخ البلد، وموقعه عند الحافة من دلتا النيل ليست بعيدة عن القاهرة، التي استخدمت على نطاق واسع مواقع المنطقة كمقلع، في الواقع تقدم حتى يومنا هذا فقط بقايا نادرة متناثرة شيئًا فشيئًا. المنطقة بأكملها.
فقد موقعها لفترة طويلة بعد تدمير المدينة في القرن الثالث عشر، ولم يسمح إلا بشهادات المؤلفين والمؤرخين الكلاسيكيين في العصور الوسطى بإثبات وجودها وإلقاء نظرة على عظمتها الماضية. في الوقت الحالي، لا تزال بقايا القاعة العمودية وبرجها فقط مرئية، ولا يزال باقي المبنى غير موجود لأنه ربما يكون مدفونًا تحت مدينة ميت رهينة التي ترتفع بالقرب من المنطقة الأثرية بالموقع.
تم إنشاء قاعة الأعمدة في عهد رمسيس الثاني. استمر زخرفته في عهد ابنه وخليفته مرنبتاح كما يتضح من الإهداءات التي نحتها على قاعدة الجرانيت لجدران الغرفة. كما سيضيف رمسيس الثالث بصمته إليها من خلال كتابة لقبه على اسم أسلافه اللامعين.
تمت إضافة قاعة الأعمدة والصرح إلى معبد بتاح الموجود بالفعل، والذي تم توسيعه بناءً على نموذج قريب من المعبد الكبير لآمون رع في الكرنك، وهو دليل على الاهتمام الجديد والخاص الذي أولاه الرعامسة لمعبود لمنف القديمة.
لاستعادة صورة هذا المجمع الديني، من الضروري بالتالي الرجوع إلى أوصاف المؤرخين أو الجغرافيين أو علماء التاريخ الذين تمكنوا من زيارة الموقع إما في العصور القديمة، عندما كان المعبد، الذي كان عمره ألف عام، لا يزال يعمل، أو لاحقًا للمسافرين العرب الذين ساروا عبر أنقاضه. تم إجراء المحاولات الأولى لتحديد الهوية وبدأت من القرن السادس عشر. في نهاية القرن الثامن عشر، صدق علماء بونابرت على الموقع ومهدوا الطريق للاستكشافات الأولى. ثم عادت الحفريات الأثرية تدريجياً إلى هذا التراث بآثار ملموسة، وبالتالي رسم صورة أكثر دقة إلى حد ما، على الرغم من بقاء أقسام معينة من الكل في الظل.

## مجمع حوت كا بتاح

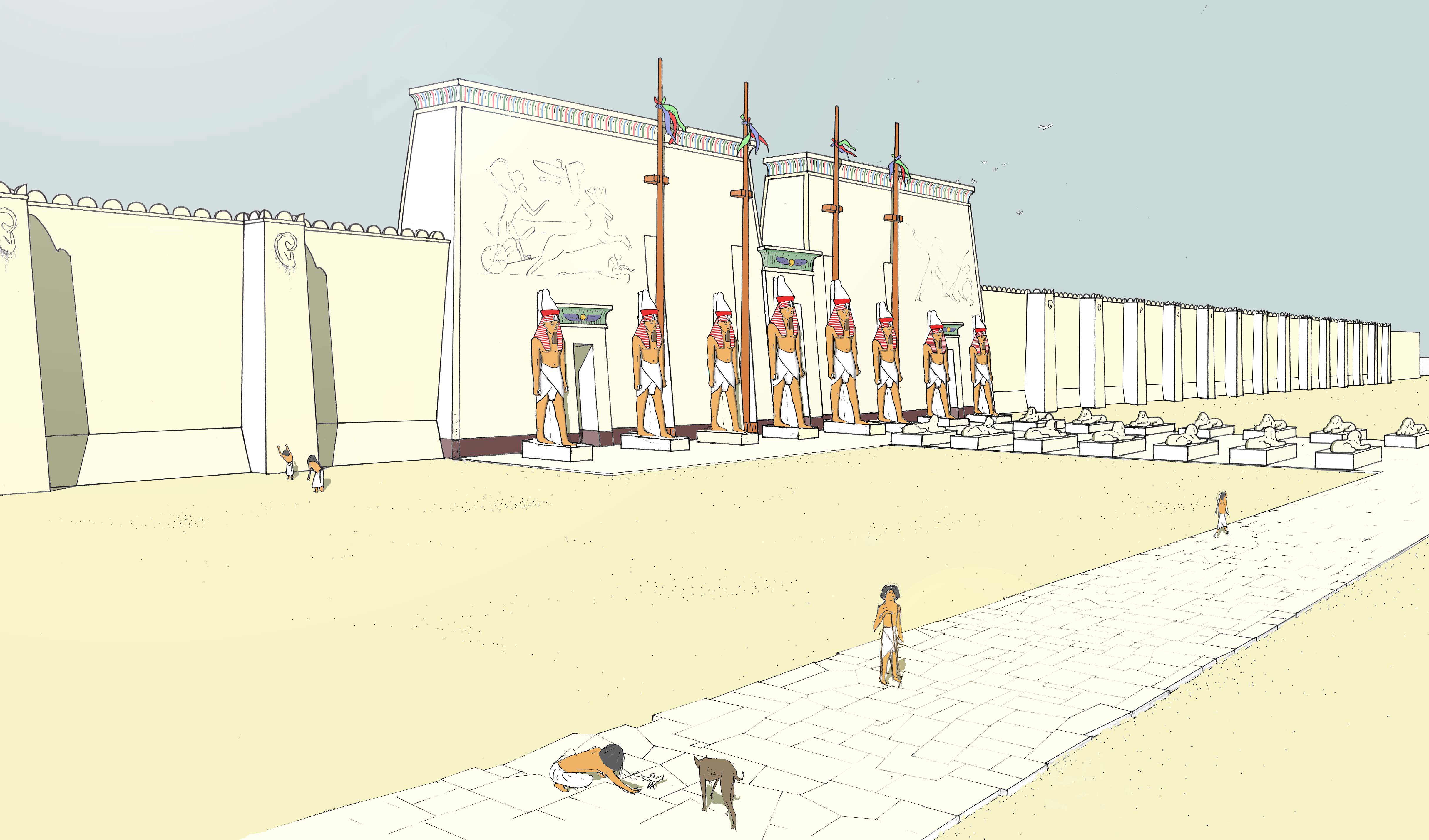
ترميم الفناء الغربي لمعبد بتاح العظيم في منف - الأسرة المصرية التاسعة عشر (الرسم: فرانك مونييه)

تم بناء الهيكل الكبير الذي تم تحديد تصميمه واستكشاف بعض الآثار والأساسات خلال الحفريات المختلفة التي أجريت في القرن التاسع عشر ثم في القرن العشرين، من الطوب اللبن ويعود تاريخ تطوره الرئيسي المعروف حاليًا إلى نهاية العصر المتأخر أو حتى من العصر البطلمي.
إنه يشكل محيطًا رباعي الزوايا غير منتظم موجهًا بين الشرق والغرب والشمال والجنوب والذي يبلغ طول جداره الشرقي، وهو أطول جانب من السياج، أكثر من ستمائة متر. تمت دراسة الركن الجنوبي الغربي بشكل خاص بسبب وجود أنقاض معبد صغير مخصص لبتاح الذي هو جنوب سوره بالإضافة إلى مصلى صغير لسيتي الأول. المسار في هذا المكان له شكل متدرج وبرج في الزاوية، مما يدل على أنه في وقت ترميمه، في نهاية العصر المصري القديم وقبل الغزو الروماني بفترة وجيزة، ربما اتخذ الجدار هذا الشكل المكون من سلسلة من الحصون الكبيرة. هذا النوع من السياج هو سمة من سمات الوقت وموجود في المواقع المعاصرة الرئيسية الأخرى على طول نهر النيل.
وقد امتد السور بلا شك إلى أماكن العبادة الرئيسية التي تم إنشاؤها في جميع أنحاء معبد بتاح العظيم. كان المعبد مدهشًا بحجمه وقوته وكان مدخله الرئيسي إلى الجنوب، ثم تحول المعبد نحو اتجاه العالم حسب المصريين القدماء. تم فتح بوابة ضخمة على المدينة المكتظة بالسكان، الغنية بماضيها كعاصمة سياسية للبلاد لأجيال، وقربها من المقابر الملكية العظيمة للملكة المصرية القديمة.
تم وضع ثلاثة مداخل أخرى في النقاط الأساسية الثلاثة الأخرى وفتحت في مختلف المناطق الرئيسية في المدينة. منطقة القصر من الشرق، والمقابر من الغرب والشمال على المقبرة الثانية لمنف. يتوافق تحديد هذا الطريق والمنافذ الرئيسية مع الوصف الذي قدمه المؤرخ اليوناني هيرودوت الذي زار الموقع في وقت الغزو الفارسي، أي قبل استيلاء الإسكندر الأكبر على السلطة، ثم البطالمة.
من الممكن أن يكون هذا المسار قد اتخذ مرة أخرى مخططًا قديمًا لتخطيط المدينة في الموقع. وبسبب قدسية المكان والدور الغالب الذي لعبه الإله بتاح في التتويج واليوبيل الملكي، فقد عرف هذا السياج تطورات مختلفة تتعلق بالإضافات والتوسعات التي قام بها مختلف الملوك المصريين الذين أرادوا ترك الشهادة. من تقواهم تجاه معبود منف القديم.
بدأ تحتمس الرابع ثم ابنه أمنحتب الثالث برنامجًا معماريًا واسعًا في منف، حيث قام ببناء بروبيليا هناك وإعادة بناء حرم المعبود. تشير آثار هذه المباني إلى أن الجزء الأكبر من هذه الامتدادات كان يقع إلى الغرب من حوت كا بتاح، على جانب حي أنخ تاوي المشهور بحقوله المزروعة التي امتدت حتى سفح صحراء سقارة.
كشفت دراسة الموقع أن النيل الذي كان يتدفق في ذلك الوقت ليس ببعيد عن معبد الأسرة المصرية الثامنة عشرة، تحرك على مر القرون باتجاه الشرق محررًا مناطق جديدة تسمح بتوسيع المدينة ومقابرها في هذا الاتجاه. خلال الأسرتين التاسعة عشرة والعشرين، نشأ معبد بتاح الكبير هناك وفي نفس الوقت حظي بسواره الذي أعقب التوسعات المتتالية التي أمر بها رمسيس تكريماً لإله منف العظيم الذي كانت عبادته ذات أهمية كبيرة.
خلال الفترة الانتقالية الثالثة، مرة أخرى، يستقبل الجزء الغربي من تيمينوس اهتمام الملوك من الأسرتين الحادية والعشرين والثانية والعشرين. لقد طلبوا نصب تذكارية جديدة من رئيس كهنة بتاح وربما وسعوا المحيط المقدس. وهكذا شيد شيشنق لمعبد الإله فناءً أماميًا به أروقة وصرحًا عمدت فيه قلعة شيشنق، حبيب آمون، ملايين السنين.
من ناحية أخرى، يبدو أن الجدار الجنوبي يتماشى مع سور القصر والمعبد الذي شيده مرنبتاح ابن رمسيس الثاني في الأسرة التاسعة عشر. هذا من شأنه أن يثبت بعد ذلك أن الحد الجنوبي للتيمنوس كان بالتالي متطابقًا بالفعل في هذه الفترة السابقة من تاريخ المعبد. فرضيات أخرى تناضل أكثر بالنسبة للمملكة الحديثة من أجل العبوات المنفصلة التي كانت مرتبطة ببعضها البعض عن طريق القنوات العملية.
تم تحديد هذه الطرق على وجه الخصوص إلى الجنوب من الموقع، حيث يمتد أحدها بالتوازي مع معبد صغير مخصص للمعبود الرئيسي لمنف، حيث يمثل السياج المتأخر الزاوية الجنوبية الغربية. بداية أخرى من البوابة الجنوبية الكبرى للمعبد، ربما كانت تشير إلى سياج معبد مكرس لحتحور. في سبعينيات القرن الماضي، تم العثور على معبد صغير أو مكان مقدس لأحد أشكال الإلهة على طول هذا الطريق المقدس. كان من المقرر أن تشكل إحدى المراحل على الطريق الذي سلكته القوارب الإلهية خلال مواكب كبيرة معينة.
ثم احتل حوت كا بتاح مركز هذا المجمع من المعابد التي سكنت المدينة القديمة حرفيًا.

## البوابة الشمالية لحوت كا بتاح

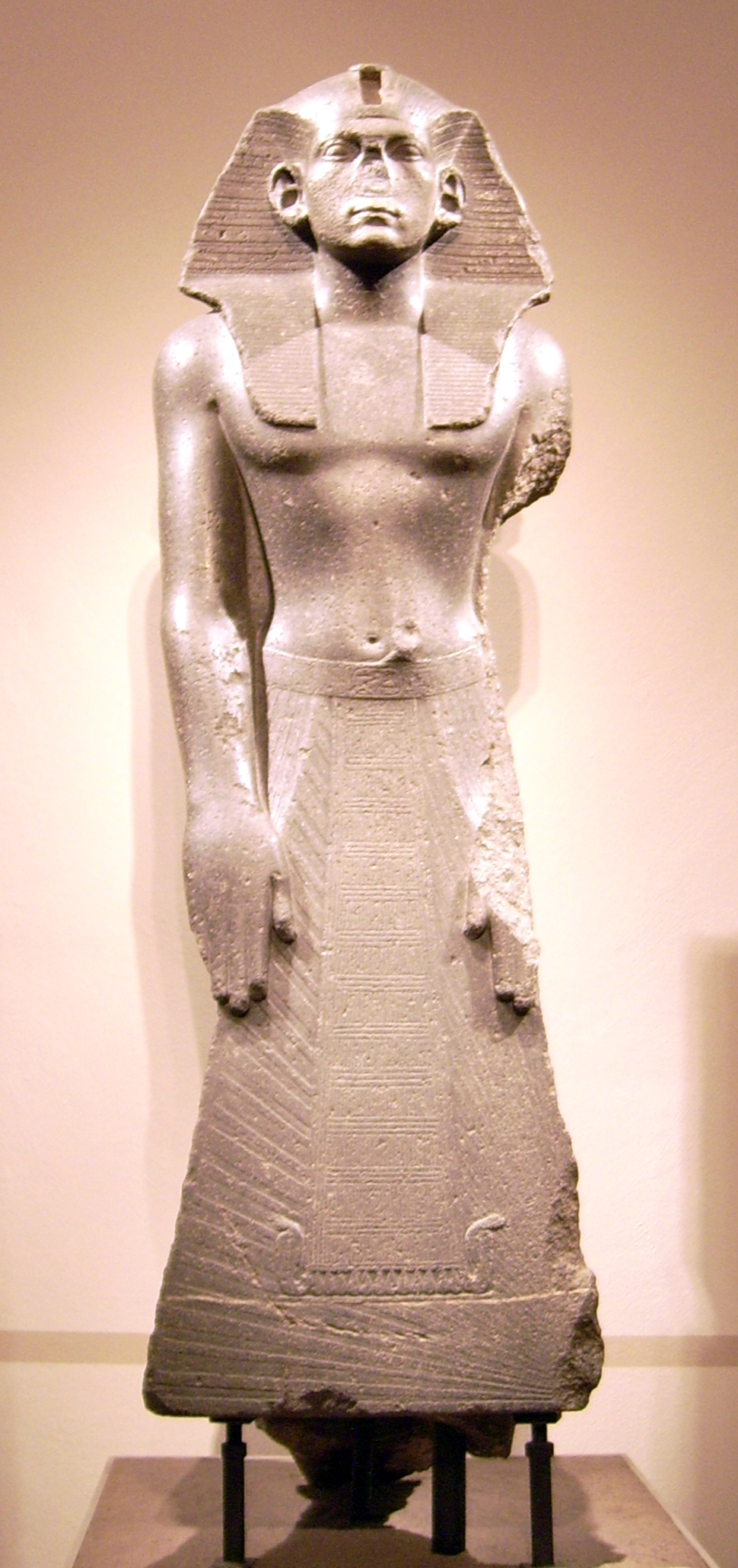
تم العثور على تمثال لأمنمحات الثالث الذي اغتصبه مرنبتاح في الجزء الشمالي من حوت كا بتاح - متحف برلين المصري

إن هيرودوت دائمًا هو من يقدم لنا أكثر الشهادات بلاغة عن ظهور مداخل معبد بتاح. ووفقًا لهذا الاستحضار، فإن شمال السياج كان عبارة عن بروبيلاي كبير بناه ملك سماه موريس والذي يتفق معظم علماء المصريات على تحديده مع أمنمحات الثالث من الأسرة المصرية الثانية عشرة.
وبالتالي، فإن هذا الجزء من المنطقة المقدسة بتاح يتوافق مع أقدم تطور للمقدس، وفي الواقع تم اكتشاف تماثيل ملكية في مكان قريب، وبعضها مخصص لملوك المملكة القديمة في الأسرة الرابعة والخامسة. على سبيل المثال، يمكننا الاستشهاد بتماثيل خفرع ومنقرع وني أوسر رع ومنكاو حور كايو. وهي صغيرة الحجم معروضة في متحف القاهرة ولفترة طويلة كانت اللوحات الوحيدة للفراعنة في هذه الفترة حتى الاكتشافات الحديثة في أبو صير وسقارة.
يعود البعض الآخر إلى عصر المملكة المصرية الوسطى، والذي، بالإضافة إلى حقيقة أنه يتوافق مع نص المؤرخ القديم، من المحتمل أن يشير إلى موقع مقدس مخصص لعبادة أسلاف الملك. يمكننا بالفعل مقارنة اكتشاف هذه الآثار بتلك التي تم العثور عليها في معابد الكرنك في طيبة، أو معابد أبيدوس، أو حتى سرابيط الخادم في سيناء حيث قام ملوك الأسرة الثانية عشر على وجه التحديد ببناء مصلى مخصص لعبادة أسلافهم على عرش -حورس مزين بنصوص تكريسية وتماثيل ملكية.
ربما يكون من المناسب في هذا القطاع وضع اللوحات الكبيرة التي تحمل السجلات التاريخية للأسر الحاكمة، والتي تم العثور على العديد من أجزاء منها خارج السياق ولكن علماء المصريات حددوا أنها قادمة من منف. يمكننا أن نذكر على وجه الخصوص حجر باليرمو الشهير الذي يسجل السجلات الرسمية من الأسرات الأولى إلى عهد نفر إر كارع كاكاي من الأسرة الخامسة، والتي تتناثر قطعها اليوم بين متحف باليرمو ومتحف القاهرة ومتحف بيتري في لندن. تم العثور على قطعة أخرى مماثلة أعيد استخدامها كقاعدة لتمثال رمسيس الثاني، وهذه المرة تسجل حوليات عهد أمنمحات الثاني. لا يزال الحجر موجودًا في الموقع في أنقاض الصرح الغربي لمعبد بتاح الذي يتضمن العديد من إعادة الاستخدام من مواقع مختلفة في المنطقة ومن المعبد نفسه.
في الجزء الشمالي الشرقي من السياج، كشفت المسوحات التي أجراها جوزيف هيكيكيان في منتصف القرن التاسع عشر عن وجود تلاتات، وهي علامة على إعادة استخدام المملكة الحديثة، لبناء جزء جديد من المعبد في الرعامسة. فترة. هذه الأحجار الصغيرة من الحجر الجيري، ذات الحجم العادي، هي سمة من سمات مبنى تم بناؤه في عهد أخناتون. وهم بذلك يشهدون على المصادر التي أقامت في منف معبدًا مخصصًا لعبادة الإله آتون وافق الباحثون على وضعه في شرق حوت كا بتاح، بالقرب من المنطقة الفخمة في المدينة.
في نهاية هذه المغامرة الدينية، وتحت ضغط رجال الدين التقليديين في البلاد، كرس خلفاء الملك الإصلاحي أنفسهم بشكل منهجي لتفكيك المعابد التي بناها في المدن الرئيسية في البلاد، مما يوفر سهولة في إعادة الاستخدام. المواد لاستخدامها في المباني الجديدة كلها مخصصة للمعبودات القديمة. لذلك يجب أن يعود تاريخ هذا الجزء من معبد حوت كا بتاح إلى آخر فترات حكم الأسرة الثامنة عشرة أو على الأرجح من بدايات الأسرات التالية، والتي كان الملوك الأوائل منهم رمسيس الأول وسيتي الأول وخاصة ابنه رمسيس العظيم هم المدمرون الرئيسيون لأعمال أخناتون، والمرممين العظماء لمنف وطوائفها.
هناك شاهدة في أبو سمبل أقامها رمسيس الثاني تكريما للإله بتاح والتي تستحضر الأعمال العظيمة التي قام بها الملك في حوت كا بتاح. تخلد هذه الشاهدة التي ترجع إلى عام 35 للملك ذكرى التقارب بين مصر وحتّي الذي ترمز إليه معاهدة السلام والزواج بين الملك وابنة الملك الحيثي خاتوشيلي الثالث، وهي معجزة ينسبها رمسيس إلى معبود منف.
ونشكره أنه أمر بتنفيذ برنامج معماري كبير في مدينة الرب. بعد استحضار هذه الحقائق التي تتوج الدبلوماسية المصرية، يعلن رمسيس:

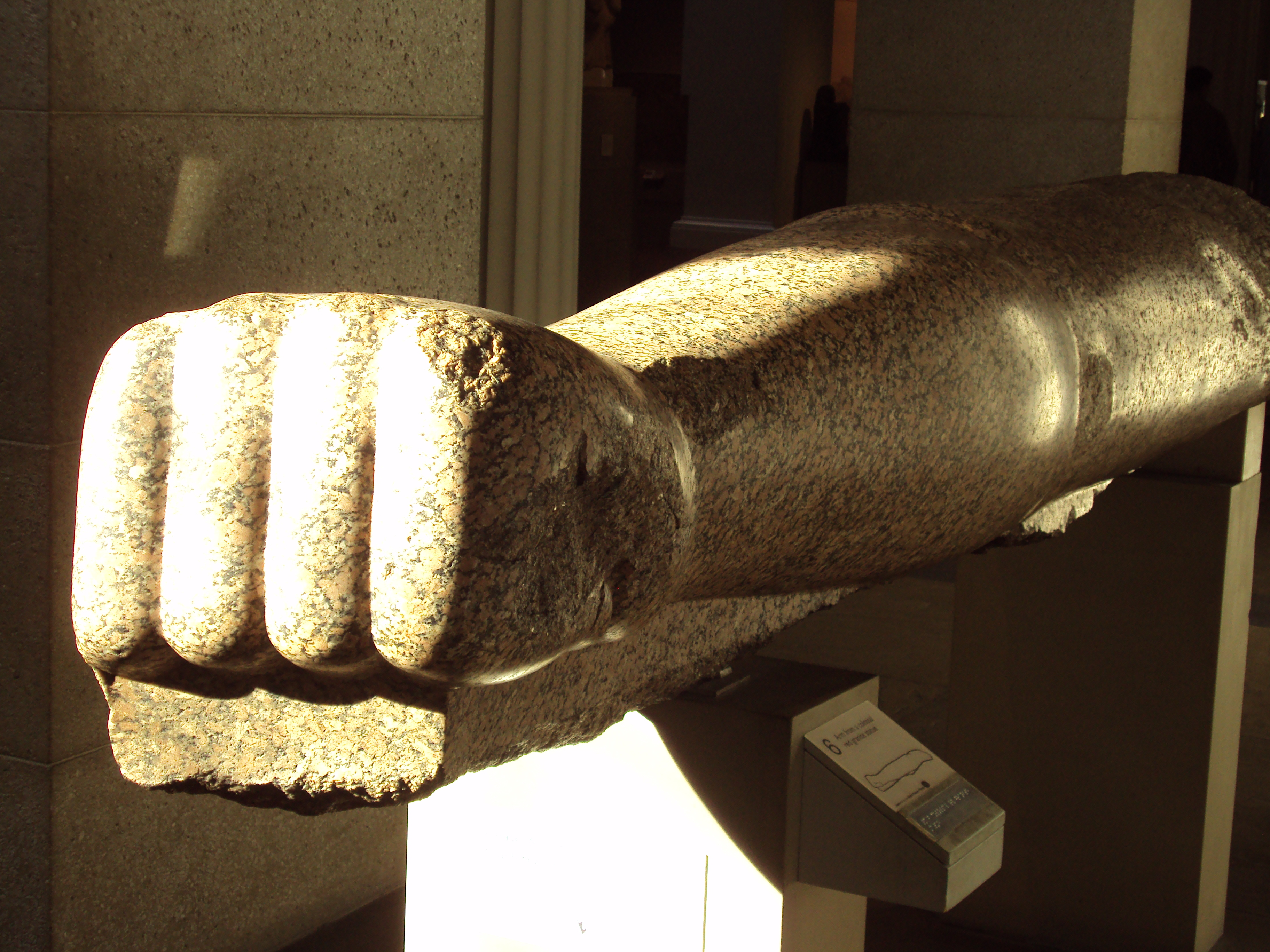
ذراع ضخم ، بقايا
تمثال ضخم من الجرانيت الأحمر كان يزين مدخل معبد بتاح العظيم - المتحف البريطاني

 «لقد تم توسيع ملاذك في مدينة منف. كانت مزينة بأعمال أبدية وبأعمال تنفيذ كاملة بالحجر ومزيّنة بالذهب والجواهر. لقد أمرت بفتح فناء لكم من الشمال، به برج رائع أمامه. أبوابها تصل إلى السماء. الناس يقدمون قرابينهم وصلواتهم هناك. لقد بنيت لك ملاذًا رائعًا داخل العلبة. ترتفع صورة كل معبود في هذا المكان المقدس الذي يتعذر الوصول إليه.» 
شمال غرب المجمع، حدد ويليام ماثيو فلندرز بيتري الباب. وبحسب عالم الآثار، فقد تم ترحيل هذا الباب إلى هذا المكان لوجود بحيرة بتاح، وهو حوض شهير ذكرته المصادر القديمة جرت فيه مواكب بحرية، والذي يقع في موقع منخفض يقع مباشرة شمال السياج. يفصل حوت كا بتاح معبد بتاح عن السياج الشمالي الكبير الذي يضم معبد نيث.
ومع ذلك، تم العثور على حطام كبير من الجرانيت العملاق أكثر في وسط العلبة، مما يدل على أنه ربما كان هناك بوابة كبيرة هناك. تم رصدها لأول مرة ثم قياسها من قبل علماء البعثة المصرية في نهاية القرن الثامن عشر قبل شحنها إلى أوروبا. وهي مرئية حاليًا في المتحف البريطاني في لندن وتشهد على وجود تمثال ملكي ضخم في وضع الوقوف.
جعلت الإجراءات المتخذة من الممكن استعادة عمل مترابط يبلغ ارتفاعه حوالي عشرين مترا، يمثل الملك واقفا في موقف المشي. تشير هذه الأبعاد الكبيرة إلى عظمة البوابة الشمالية للمعبد الكبير، حتى لو كان من المؤكد أن رأس هذا العملاق قد تجاوز ارتفاع النصب الذي يزينه بشكل كبير. كان لابد من رؤيتها من بعيد مثل المسلة الموضوعة أمام الصرح.
تم اكتشاف تمثال أبو الهول الكبير باسم رمسيس الثاني، الموجود حاليًا في متحف جامعة بنسلفانيا، بواسطة بيتري نفسه. إنه يشهد على وجود رواق في نفس القطاع.
كان بالقرب من المكان الذي تم اكتشافه وهو الذي يمثل رمسيس الثاني واقفاً بجانب بتاح-تا تنن. وهكذا كشفت الحفريات في الجدار الشمالي في هذا المكان عن مساحة تقارب خمسة وثلاثين متراً وعرضها أحد عشر عمقاً تتناسب بشكل جيد مع أبعاد بوابة كبيرة. وأكدت عضادات الباب الضخم بالإضافة إلى العتب مع خرطوش أمنمحات الثالث لعالم الآثار أنه قد أزال لتوه البوابة التي رآها هيرودوت. أثناء استكشاف الجزء الداخلي من العلبة هناك، اكتشف بيتري رواقًا مكونًا من أربعة صفوف من خمسة أعمدة لم يتبق منها سوى القواعد التي يزيد سمكها عن أربعة أمتار. كان من المفترض أن يشكل هذا الرواق كشك استقبال في الفناء.
لا تسمح حالة هذا الجزء من المبنى بتقديم وصف أكثر تفصيلاً للمكان، حيث تمت إزالة الغالبية العظمى من أحجار الحجر الجيري بالفعل. لقد تركوا آثارًا صغيرة فقط بينما بقيت أحجار الجرانيت أو الكوارتزيت فقط غير صالحة للاستعمال بالنسبة لعمال المحاجر الذين استغلوا الموقع. ومع ذلك، يُظهر هذا الاكتشاف أن المعبد في امتداده الشمالي كان به باب واحد كبير على الأقل به تماثيل أبو الهول والتماثيل الملكية وكبار الشخصيات.

## البوابة الشرقية ومعبد بتاح الشرقي

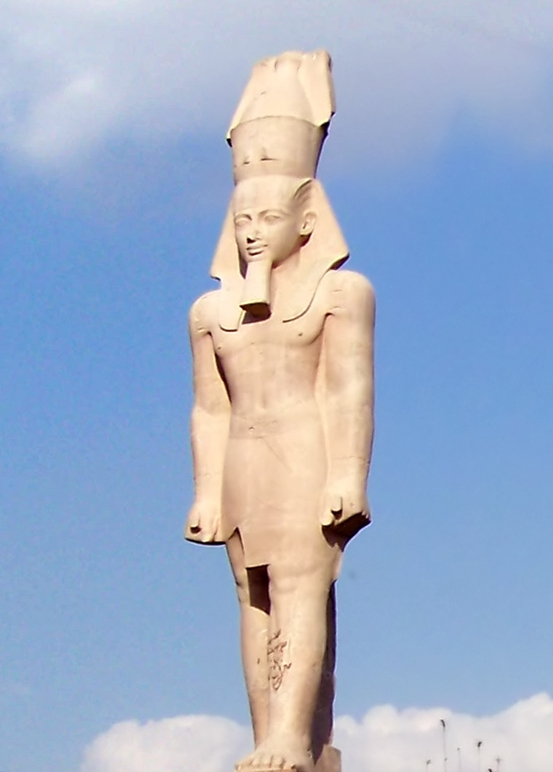
نسخة طبق الأصل من الجرانيت العملاق رمسيس الثاني في القاهرة

ووفقًا لهيرودوت، يعود الرواق الشرقي لملك آخر يُدعى اسيشيس ولا يزال تحديد هويته غير مؤكد.
تم فتح هذه البوابة الكبيرة التي يسبقها تمثال عملاق على منطقة القصور الملكية الواقعة إلى الشرق من السور الكبير. من بين التماثيل الملكية التي وقفت أمام هذا الباب الضخم تمثال عملاق من الجرانيت لرمسيس الثاني يبلغ ارتفاعه أكثر من اثني عشر مترًا من رأس الملك مغطى بالتاج المزدوج، مزين بريشتين من تا تنن، عند القدمين تم تثبيتها على قاعدة جديدة. وتزيد من رفع العملاق.
عثر جوزيف هيكيكيان على هذا التمثال الضخم المترابط عام 1854، وقد اغتصبه رمسيس الرابع في الأسرة العشرين. مكسورة إلى ثلاث قطع، وبقيت لفترة طويلة في بستان النخيل في ميت رهينة، وشكلت لفترة طويلة مع العملاق الراقد الآخر لرمسيس الثاني وأبو الهول المرمر الكبير، البقايا الوحيدة المرئية لمعبد بتاح القديم.
يمكن إعادة بناء الهيكل بالكامل ونقل التمثال رسمياً إلى القاهرة عام 1950 لتزيين وسط الميدان المقابل لمحطة القطار الرئيسية في القاهرة، وأطلق عليه اسم ميدان رمسيس. بعد تعرضه لتلوث المدن الكبرى منذ نصف قرن، قرر المجلس الأعلى للآثار المصرية نقل التمثال إلى الجيزة من أجل ترميمه والترحيب بزوار المتحف المصري الكبير المستقبلي في مكان قريب من الأهرامات المصرية الشهيرة.
كانت هذه البوابة الشرقية للمعبد مخصصة لفناء كبير أو ساحة مليئة بالتماثيل الملكية وكبار الشخصيات، والتي يمكن العثور على العديد من الحطام منها. هنا أيضًا تم العثور على شاهدة كبيرة من أبريس، ملك الأسرة السادسة والعشرون، وهي معروضة الآن في متحف الموقع في الهواء الطلق. حملت هذه الشاهدة مرسومًا من الملك لصالح الحوت - كا - بتاح ومناطقها، التي تنظم الضرائب وعوائد الحرم.

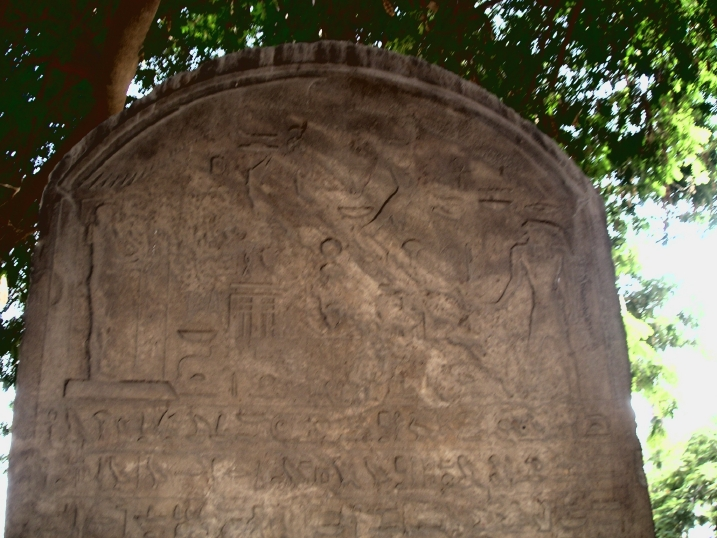
لوحة أبريس - متحف ميت رهينة المفتوح

نفذ بيتري سلسلة من السبر والحفريات على طول محور من الغرب إلى الشرق من أجل التعرف على بقايا معبد بتاح. الموقع، على الرغم من انزعاجه التام من قبل المحاجر في العصور الوسطى، إلا أنه أسفر عن بقايا تسمح لنا بإعادة بناء مخطط زمني يؤكد آثار المعبد. في أعمق مستويات هذه السبر، المغمورة بالفعل في مياه منسوب المياه الجوفية، اكتشف المنقبون بعض الأشياء من عصر الدولة القديمة والوسطى، مثل الأواني النحاسية والفخار وغيرها من القرائن الصغيرة من هذه الأوقات المرتفعة. موقع. كما حددوا مستوى أساسات معبد الأسرة الثامنة عشرة، حيث سلطوا الضوء على عناصر باسم أمنحتب الثالث قد تنتمي إلى مزار الإله بتاح.
إلى الشمال قليلاً من موقع العملاق الجرانيتي العظيم، كانت بقايا برج ضخم. العناصر المكتشفة كقطع من الكورنيش المحزز الذي يتوج المبنى باسم رمسيس السادس. كان النصب التذكاري الذي تزينه هذه الكورنيش كبير الحجم. الكتلان الركنيتان اللتان تحملان خراطيش الملك مفصولة بسلسلة من أشجار النخيل المنمنمة في أسوان الجرانيت الأحمر. هذا يفسر الحفاظ عليها ولكن قبل كل شيء يشير إلى رفاهية المواد المستخدمة لهذا المبنى الذي كان أمامه ذات يوم يقف أمام تمثال رمسيس الثاني.
كما تم اكتشاف براملين من أعمدة الجرانيت القريبة، وهما بقايا محتملة لصف أعمدة. هم يحملون لقب رمسيس الثاني.
في كل مكان، تم العثور على أجزاء تماثيل من فترات مختلفة، وهي سمة مميزة للمعابد المصرية التي تعرضت في منطقة استقبالها، بالإضافة إلى التماثيل واللوحات الملكية، إلى غزو قرابين من كبار الشخصيات في المملكة وشعب منف.

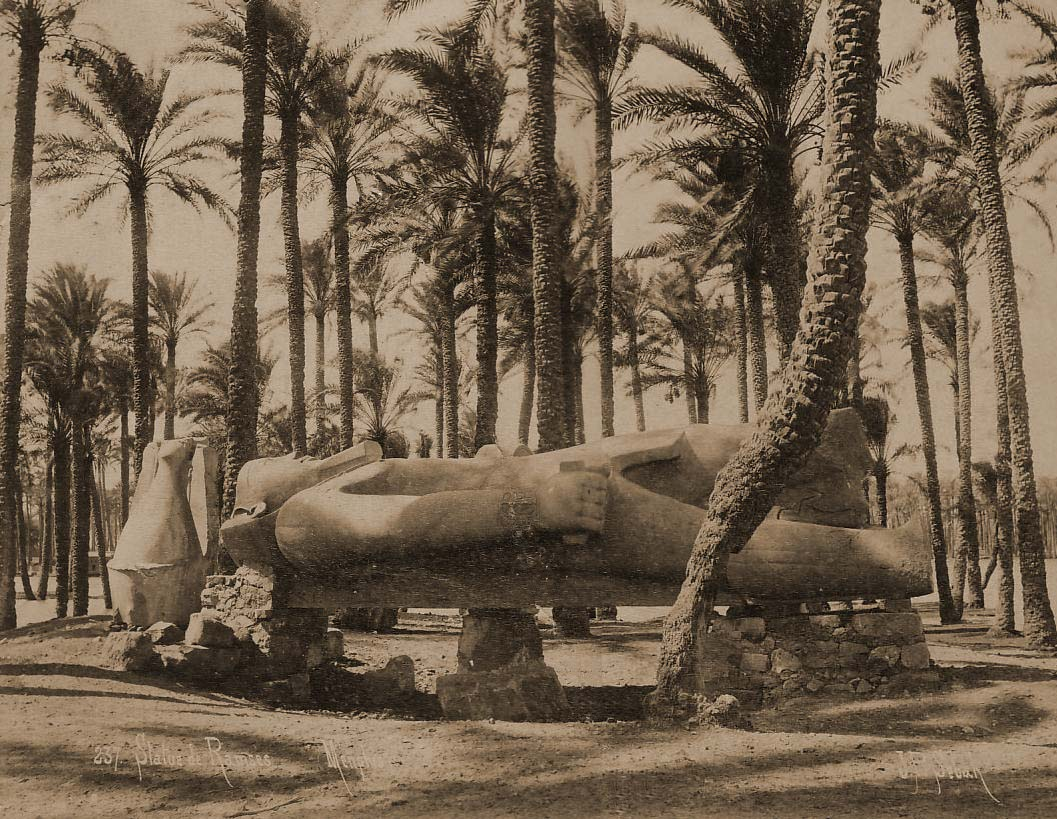
العملاق الجرانيتى العظيم لرمسيس الثانى قبل انتقاله لأول مرة إلى القاهرة

مجموعات التماثيل هذه، التي غالبًا ما تتكون من تماثيل صغيرة، كان يتم جمعها ودفنها بشكل متكرر من قبل الكهنة، وعندما يتم اكتشاف مثل هذا المكان للاختباء، يقدم علماء المصريات مصدرًا قيمًا للمعلومات للموقع. من خلال هذه الاكتشافات المصادفة في القرن التاسع عشر، تمكن سكان ميت رهينة من تزويد السياح وجامعي التحف الذين بدأوا في السفر عبر مصر بالتحف.
لم يأتِ اكتشاف بيتري من أحد أماكن الاختباء الكبيرة هذه. هذه بالفعل صور سابقة ولكنها اكتشفت في نفس الموقع حيث تم نصبها، ليس بعيدًا عن الباب الشرقي لتيمنوس بتاح. إلى الشرق، اكتشف عالم الآثار مربعًا ترجع رواسبه الأساسية إلى عهد بطليموس الرابع.
ليس بعيدًا عن الجنوب قليلاً ولكن خارج السياج الرئيسي ، كان لمرنبتاح معبد خاص به مكرس لبتاح، بالإضافة إلى قصر احتفالي واسع. هذا المعبد ومجمع القصر مسبوق ببوابة كبيرة جديدة كلها على محور الشمال والجنوب تم التنقيب عنها في القرن العشرين. تمت الإشارة إلى مخطط دقيق إلى حد ما، لا سيما الجزء الفخري، وهو أمر نادر في هذه المنطقة. تم إطلاق سراح معبد بتاح مرنبتاح فقط من جانب استقباله. تم افتتاحه بباب كبير مواجه للجنوب يفتح على فناء في الهواء الطلق يسبق منطقة الأماكن المقدسة التي لا يزال يتعين استكشافها في الجزء الشمالي من المبنى.
يمكن العثور على معظم عناصر هذه المجموعة الاستثنائية اليوم في متحف جامعة بنسلفانيا وكذلك في متحف القاهرة. في هذه المناسبة، ربما كان الملك قد أعيد بناء الجدار المحيط للمقدسات الرئيسية الموجودة بالفعل، ويمكن أن يشهد لنا هذا الجدار حوض إراقة معين من أمنمحات، كاتب ميناء منف. تم العثور عليه في حرم معبد بتاح الصغير إلى الجنوب من سور رمسيس الثاني، وهو يمثل جدارًا محفورًا مكونًا من حصون وخطوات مزينة بآذان كبيرة، مما يكشف لنا جانبًا فريدًا جدًا من سور معبد منف.
وفقًا لهذه الفرضية التي يدعمها عالم المصريات رودولف أنثيس، فإن السياج وبالتالي مساحة معبد بتاح قد تم توسيعهما بشكل كبير وبالتالي احتل جزءًا كبيرًا من المدينة، وبالتالي تم تضمينه أو إلحاقه به. اساسات صغيرة من ابيها وجدها.
يميل علماء المصريات الآخرون إلى حاويات منفصلة ولكنهم موجهون ومرتبطون معًا وفقًا لنقطة مركزية شكلها معبد بتاح العظيم وحوائطه التي ظلت دائمًا موضوعًا للعبادة الشعبية.
مسح منف الذي أجرته جمعية استكشاف مصر في الثمانينيات، أكد من خلال المسوحات الدقيقة أن البوابة الشرقية تقع في محور الجزء الغربي من معبد بتاح المكون من الصرح الكبير وغرفة الأعمدة في رمسيس الثاني، مما يدل على أن الجزأين مرتبطين وينتميان إلى نفس المبنى.
وهكذا بفضل هذه الاكتشافات، كان من الممكن استعادة شرق معبد بتاح بوابة استقبال واسعة بنيت تحت الرعامات وزينت باستمرار بعد ذلك. يعود تاريخه إلى ما قبل معبد الأسرة الثامنة عشرة، ويتألف من برج مصري كبير، تم بناؤه إما بالكامل من الجرانيت أو باستخدام عناصر من هذا الحجر الصلب المستورد من مقالع في جنوب البلاد. يسبقه العديد من التماثيل الملكية بما في ذلك تمثال الجرانيت الضخم لرمسيس الثاني، وقد تم تزيين مربعه بالعديد من التماثيل ذات الأحجام المختلفة وكذلك اللوحات. يُفتح هذا الباب على فناء ذي أعمدة، كان جزء منه أيضًا من الجرانيت. ما وراء ذلك ارتفع معبد الأسرة الثامنة عشرة التي كانت تضم ملاذًا للمعبود.

## البوابة الجنوبية والمحور الجنوبي للمعبد
كان الجزء الجنوبي من المعبد وفقًا للأوصاف والبقايا التي تم العثور عليها في الموقع، من أغنى المعالم الأثرية وكان به زخارف ملك أطلق عليه هيرودوت سيسوستريس، الذي تنسب إليه مآثره وآثاره من قبل المؤلف. علينا التعرف على رمسيس الثاني وأخيراً التوسعات التي قام بها إبسماتيك الأول الذي كان سيبني البروبيليا الجنوبية.
في الواقع ، تأتي العديد من العناصر الحجرية التي تشكل مجموعة المتحف الصغير في الهواء الطلق في ممفيس من هذه المنطقة.

### تمثال أبو الهول في منف

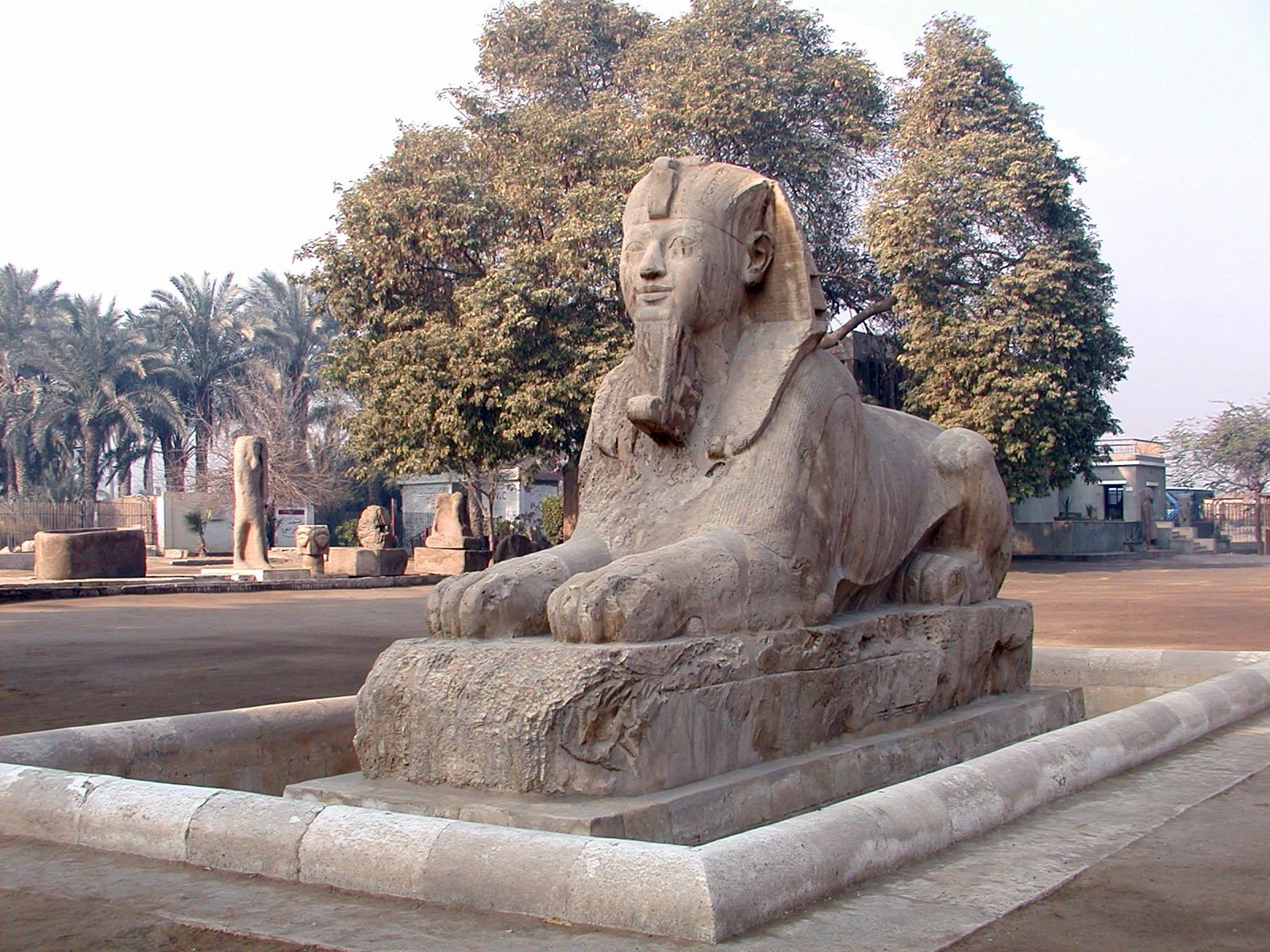
تمثال أبو الهول في منف

تم اكتشاف تمثال أبو الهول في منف في القرن التاسع عشر إلى الشمال الشرقي قليلاً من موقع المدخل الجنوبي العظيم داخل السياج. إنه أحد أعظم الأمثلة على هذا النوع من التماثيل التي لا تزال موجودة في موقعها الأصلي. يعود تاريخه إلى الأسرة الثامنة عشرة بأسلوبه، وما زلنا نتردد في تأريخه على وجه التحديد لأنه وصل إلينا كنقوش كتابية.
إذا كان أبو الهول أثناء اكتشافه، مثل العملاق العظيم لرمسيس الثاني، قد انقلب ودُفن تحت أمتار من الطمي، مما أدى إلى حمايته جزئيًا من هجمة الزمن، فإن قاعدته التي كانت تحمل النقوش الإهداء، الأكثر تعرضًا للعناصر تآكل، ومحو أي أدلة مفيدة لضمان المواعدة الدقيقة. على الأكثر، من خلال مقارنة أساليب وتقاليد التمثيل المستخدمة في أوقات مختلفة، يمكننا القول أنه كان يمكن نحتها في عهد أمنحتب الثاني أو تحتمس الرابع.
يشير موقع الاكتشاف وحجمه الهائل إلى وجود نصب تذكاري مهم في الجزء الجنوبي الشرقي من حوت كا بتاح.

### عملاق رمسيس الثاني

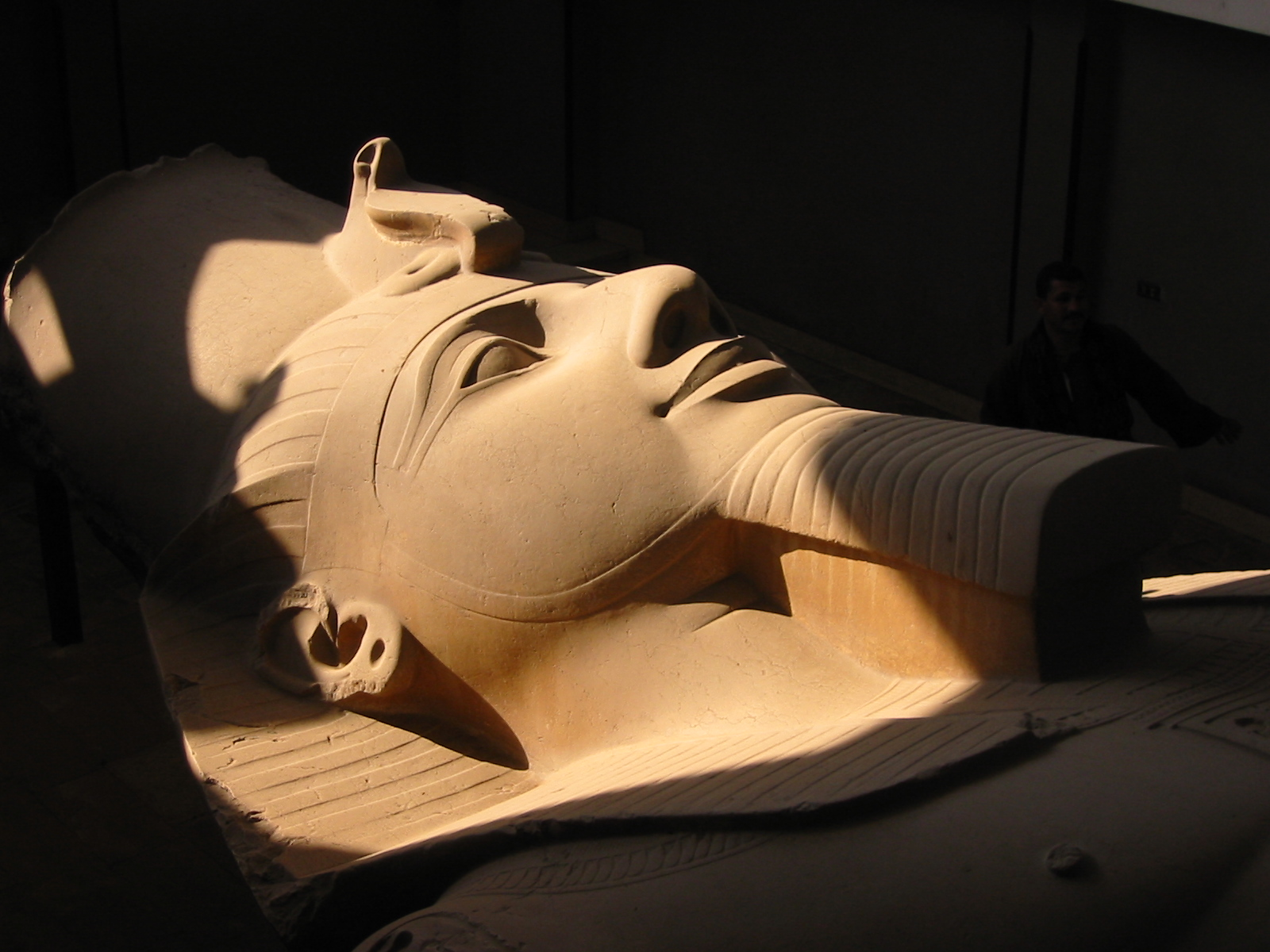
عرض تفصيلي لرأس تمثال رمسيس الثاني في متحف منف

يظل تمثال رمسيس الثاني الراقد هو المعلم الرئيسي لهذا الجزء من المعبد الذي نزل إلينا وبجودته وحجمه، فإنه يستحضر وحده نسب الآثار التي كان من المفترض أن يزينها أو يسبقها.
مصنوع من كتلة من الحجر الجيري السليكي، ويبلغ قياسه حوالي أحد عشر متراً دون احتساب قاع الأرجل المفقودة وكذلك قاعدته. على عكس عدد من التماثيل المنحوتة لحكام آخرين والتي أعيد تسجيلها باسم الحاكم المجيد للأسرة التاسعة عشر، فإن تمثال منف العملاق هو مثال بليغ على إتقان التماثيل في الورش الملكية في عهد رمسيس. يبدو أن نسب الجسد متناغمة، والوجه المؤطر للنمس الذي يعلوه التاج المزدوج، يقدم ملامح دقيقة ومرسومة، وهي مميزة لأفضل الأمثلة على الصور المعروفة في عهد رمسيس الثاني.
ربما كان هذا التمثيل الهائل للملك يهيمن على البوابة الجنوبية الكبيرة للمعبد، والتي لا يزال مظهرها يفلت من الحفريات الأثرية التي أجريت في المنطقة، حيث فقدت أسسها. فقط حجم العملاق يجعل من الممكن تصور باب أو برج مصري يزيد ارتفاعه عن عشرة أمتار، يسبقه مربع كان عليه تمثال عملاق رمسيس.

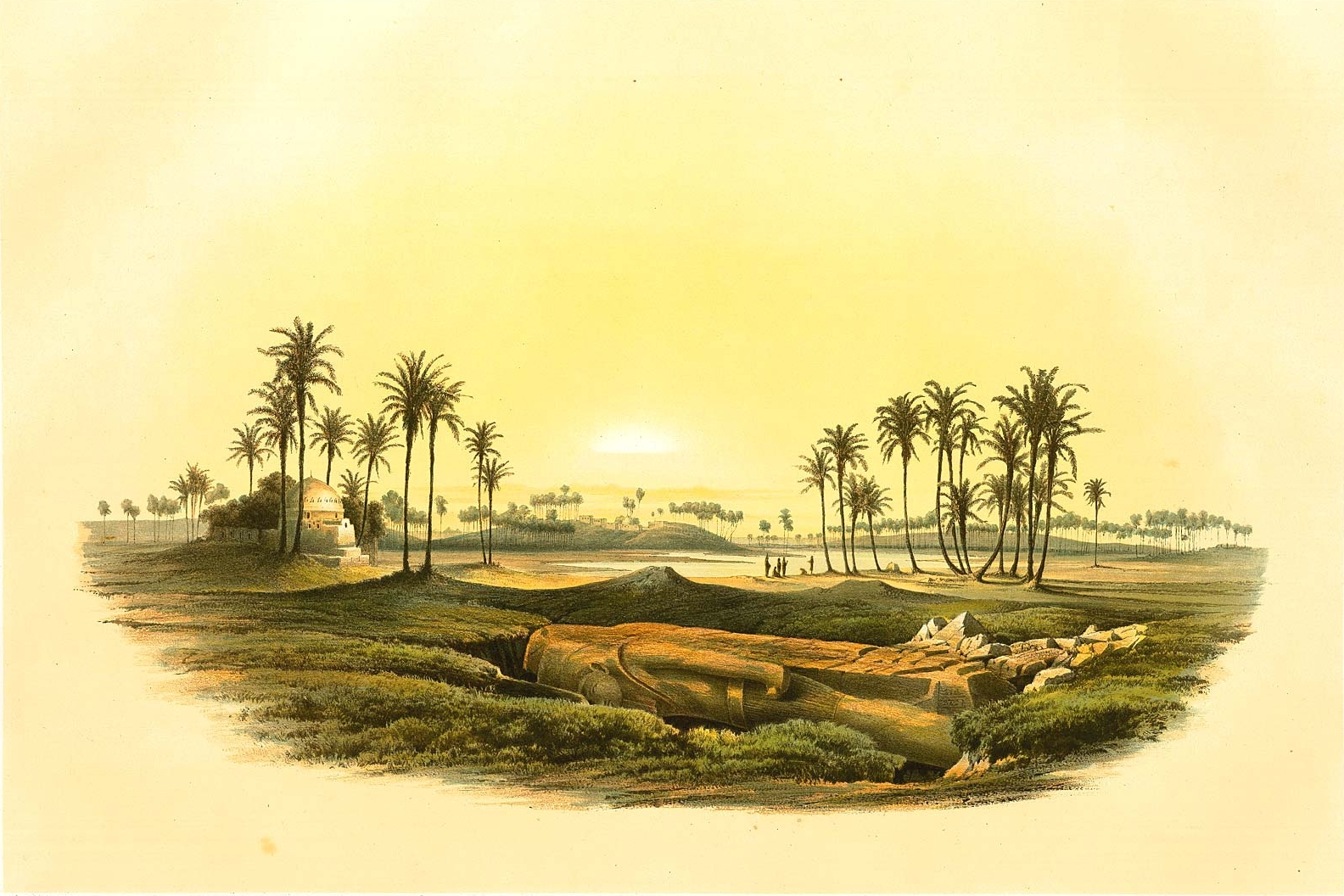
تمثال ضخم من المرمر لرمسيس الثاني بعد وقت قصير من اكتشافه جنوب منطقة حوت كا بتاح

من تطور المعبد بعد هذا المدخل الضخم، لم يبقَ شيء ملموس حتى اليوم، حيث تم غزو المنطقة لفترة طويلة من قبل المنازل الحديثة لمدينة ميت رهينة التي لا تزال تحتل المبنى حتى اليوم. مركز السياج ويحظر أي التنقيب في الوقت الحالي.
وفقًا لوصف هيرودوت ، اتبعت فناء كبير هذا المدخل الضخم. تم بناؤه بواسطة إبسماتيك الأول، وكان يحده أروقة مزينة على الأرجح بأوزيراك العملاقة التي ترمز إلى ملكية المعبود الذي وصل حجمه إلى ما يقرب من سبعة أمتار في الارتفاع، مما رفع ارتفاع الأروقة إلى ما يقرب من عشرة أمتار. وزعت كل هذه الأروقة جزءًا معينًا من المعبد.
لذلك يجب أن يكون في الجزء الشرقي نصبًا مهمًا حيث تم اكتشاف تمثال أبو الهول في هذه المنطقة.
في الجزء الغربي، لم تكن المصليات الملكية لسيتي الأول وحكام الأسرة الخامسة والعشرين فحسب، بل كانت أيضًا مبنى لا يقل أهمية لأنه منزل تحنيط ثيران آبيس المقدسة.
إلى جانب هذه المقارنة بين المصادر التاريخية والاكتشافات الأثرية، من المستحيل أن نكون أكثر دقة فيما يتعلق بالجانب الجنوبي من حوت كا بتاح.

## أوبيت آبيس

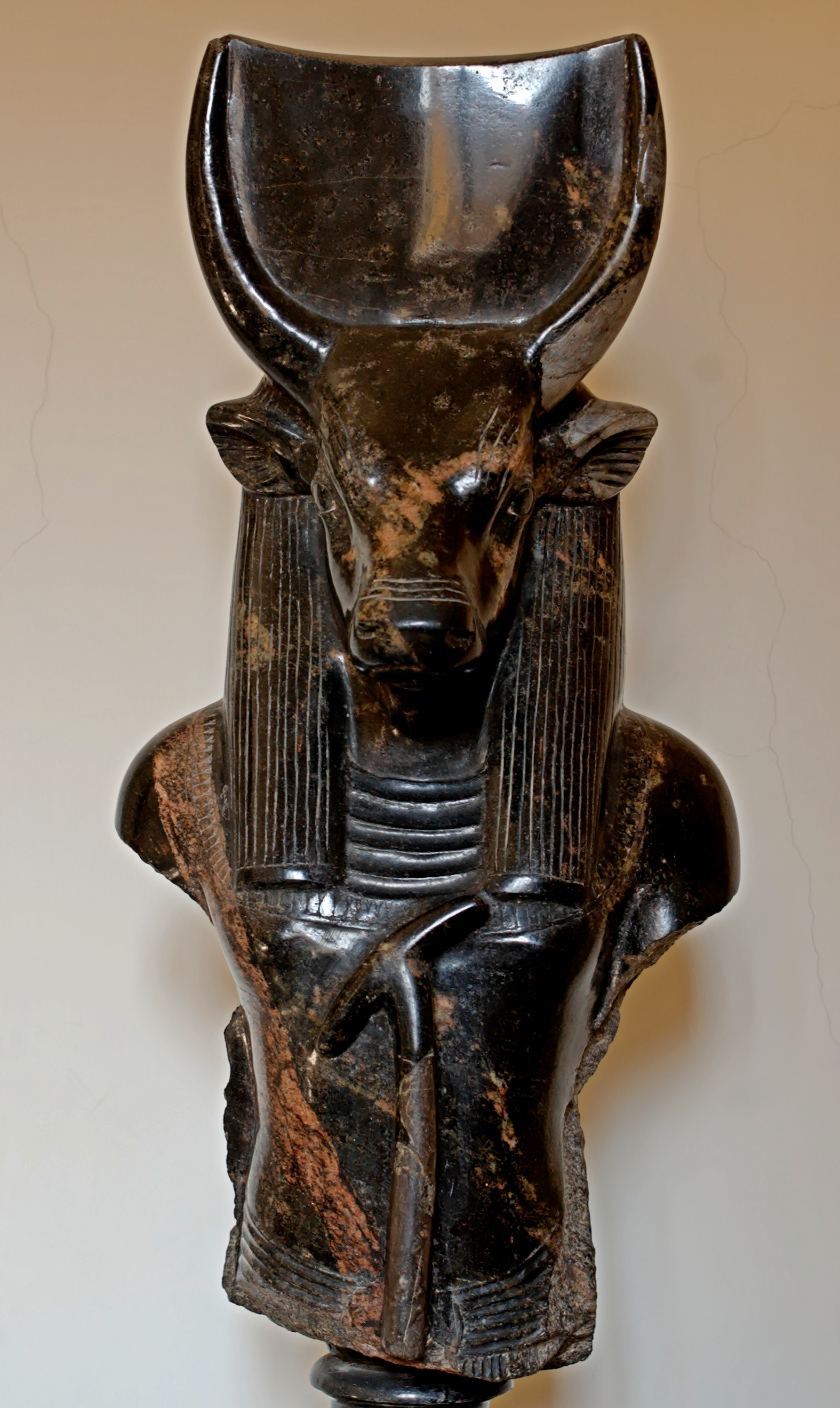
تمثال مجسم للإله آبيس

تم العثور على طاولات التحنيط لثور آبيس المقدس في الجنوب الغربي داخل العلبة في مبنى يعود في حالته الأخيرة إلى عهد نختنبو الثاني. تم بناء هذا النصب المخصص لطقوس تحنيط الإله الثور بالقرب من معبد بتاح الكبير. تم التنقيب فيه في نهاية القرن العشرين، مما يثبت أن المبنى كان موجودًا بالفعل في الأسرة الحادية والعشرين وأنه تم تغييره بعد ذلك عدة مرات، لا سيما في عهد الأسرة السادسة والعشرين.
يبدو أن هذه الحقيقة تؤكد كتابة هيرودوت الذي يخبرنا أن هذا الجزء من المعبد قد تم تركيبه تحت حكم إبسماتيك الأول الذي
 كان قد صنع لهيفايستوس (بتاح)، في منف، الرواق الموجه نحو جانب الريح الجنوبية، وقد بنى لآبيس مقابل الرواق، الفناء الذي أُطعم فيه بمجرد نزوله؛ إنه محاط برواق وكله مزين بالأشكال؛ تم استبدال الأعمدة بعملاق يبلغ ارتفاعه اثنتي عشرة ذراعا.

 — هيرودوت، الكتاب الثاني

واحدة من أكثر الطوائف شعبية في منف كانت مخصصة للمعبود آبيس، أقنوم حي بتاح مجسد في ثور مقدس. وفقًا للأساطير، ظهر بانتظام في مصر في ثور أسود صغير يحمل علامات مميزة على معطفه. عندما وجده الكهنة، تم تقديمه رسميًا إلى معبد بتاح في احتفال جدير بتتويج ملك. تم حجز هيكل معبد له، وفي هذه المناسبة أصبحت والدته أيضًا أقنومًا إلهيًا، تم استيعابها في أحد أشكال الإلهة إيزيس، وتتبعه في حياته الجديدة المكونة من الطقوس والقرابين اليومية والاحتفالات الدينية والمشاركة في المهرجانات الكبرى للمدينة والمنطقة من خلال لعب دور أساسي في الصلة بين الملك والآلهة.
عند وفاته، صدر مرسوم حداد وطني وتم تحنيط أبيس بعد ذلك وفقًا لممارسات خاصة لطبيعة ألوهيته لكي يُدفن بأبهة عظيمة مع كل التكريم بسبب إله في مقبرة سقارة.
تم اصطحابه أولاً إلى الإوبت، أي المكان الطاهر، ليتم إعداده هناك بنفس البذخ من التحنيط المخصص للملك. تم استخدام أفضل أنواع الكتان في التمائم الوقائية والتمائم وغيرها من المجوهرات الثمينة التي تم تقديمها هناك. كان رأسه مغطى بقناع ذهبي ورفقت الرفات المزهريات الكانوبية المهيبة التي تحتوي على أحشاءه المحنطة بالإضافة إلى المئات من التماثيل الجنائزية أو أوشبتي.
بمجرد مرور الوقت اللازم لتجهيز الجسد الإلهي، غادر موكب كبير غرفة التحنيط، متجهًا نحو معبد بتاح الكبير ، وعبر قاعة الأعمدة، ثم ظهر من خلال الباب الكبير للصرح الغربي أمام حشد من الحجاج. ليدفع له جزية أخيرة. كان الموكب متجهًا نحو المقابر لإيداع جسد الإله المحنط في قبر معد خصيصًا لاستقباله.
حقيقة أن النصب المخصص لطقوس تحنيط المعبود آبيس يقع في الجزء الغربي من حوت كا بتاح، ليس من قبيل الصدفة، فالغرب يمثل دائمًا بالنسبة لقدماء المصريين أموات العالم.
نعلم من الكتاب القدماء أن معبد آبيس كان يقع في مكان قريب. ووفقًا لسترابو، فقد تم إطلاق معبود الثور في هذا الفناء حتى يتمكن الحجاج والمحبون من رؤيته وتقديم القرابين له. وفقًا لهذا المصدر نفسه، كانت مصارعة الثيران تُمارس على شرفه في الرواق الذي أدى إلى المعبد. بالنسبة لسترابو، فإن معبد آبيس قريب من معبد بتاح، أو حتى «مجاور لمعبد فولكان» كما ذكر ديودور الصقلي. على الرغم من عدم العثور على أي أثر في الوقت الحالي ، فمن المغري تخيلها أمام الإوبت، مفصولة عن الفناء الكبير الذي قدم لنا هيرودوت وصفًا له.

## الصرح الغربي الكبير وقاعة الأعمدة لمعبد بتاح

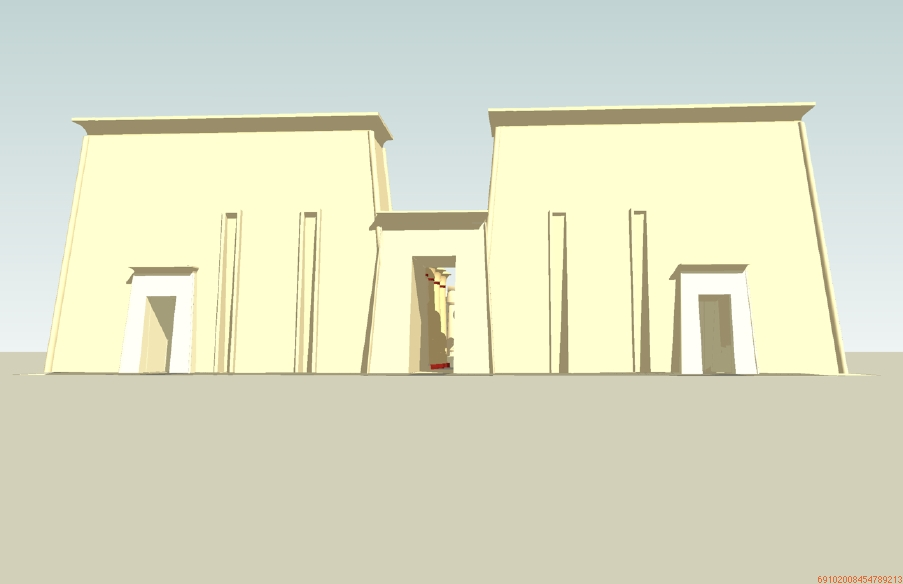
الصرح العظيم لرمسيس الثاني

لا يزال وفقًا لهيرودوت ، الذي لا يزال المصدر القديم الرئيسي لمنف، يعود الجزء الغربي من تيمينوس إلى ملك أسماه رامبسينيت. يمكننا تمييز هذا الفرعون برمسيس من الدولة الحديثة في ضوء عناصر سيرة هذا الملك التي قدمها الكهنة للزائر اليوناني.
تمكن مؤلفون قدامى آخرون ، مثل سترابو، من زيارة هذا الجزء من المعبد شبه الدنيوي ، تاركين لنا أوصافًا حماسية لنسبه وثراء المواد المستخدمة.
شكل المعبد في هذا المكان محورًا جديدًا يشير إلى الغرب، في اتجاه العالم الغربي للمصريين القدماء، أي عالم الموتى. علاوة على ذلك، ما وراء هذا الجدار الغربي وبوابه تم العثور على مقبرة من عصر الدولة الوسطى، لا تزال إلى الغرب، بالإضافة إلى مقبرة أخرى تعود إلى الأسرة الثانية والعشرين. كما أنه في هذه المنطقة الواقعة حاليًا تحت المدينة الحديثة، سيتم وضع المعابد الأخرى التي كرسها ملوك مختلفون في المملكة الحديثة. هذا الجزء من المدينة المسمى نختاوي حسب المصادر تضمن مصلى أو خطابة للإلهة باستيت والتي يبدو أنها تتفق مع وجود آثار حكام الأسرة الليبية الناتجة عن بوباستيس.
تم رصد أنقاض الصرح وقاعة الأعمدة في معبد بتاح وتسجيلها على الخريطة لأول مرة خلال رحلة استكشافية كارل ريتشارد ليبسيوس الذي زار الموقع بسرعة في عام 1842، دون مزيد من البحث لضيق الوقت. بعد فترة وجيزة، أوجوست مارييت، رئيس مصلحة الآثار المصرية الصغيرة جدًا، شرع بعد ذلك في عملية إزالة الكل، ثم واصل خلفاؤه بين عامي 1887 و 1888 و 1892 العمل مما سمح بملاحظة الأبعاد والمقدمة.
أخيرًا، من عام 1907، بدأ السير ويليام ماثيو فليندرز بيتري حملة تنقيب كبيرة وكشف عن البقايا الرئيسية لمعبد بتاح العظيم والتي لا تزال مرئية حتى اليوم. هذه هي أشهر بقايا حوت كا بتاح.

### برج رمسيس الثاني
يقع الصرح العظيم للمعبد في منتصف الجدار الغربي لجدار المدينة الرئيسي، ويبلغ عرضه أربعة وسبعين متراً وستين متراً وسماكة تزيد قليلاً عن أحد عشر متراً. وبالمقارنة، فإن أبعاد برج معبد حورس في إدفو، بعرضه تسعة وسبعين مترا وارتفاعه ستة وثلاثين مترا ، تسمح بسهولة تخيل النسب الهائلة التي اختارها رمسيس الثاني لتزين حرم الإله بتاح.
تخبرنا شهادة هيرودوت أن هذا النصب قد سبقه تمثالان عملاقان بارتفاع عشرة أمتار. في الواقع، تم العثور على بقايا ممزقة لمثل هذه التماثيل الجرانيتية في الموقع ولا تزال بعض أجزائها موجودة في تربة المستنقعات التي غزت معظم المساحة التي تشغلها قاعة الأعمدة التي سمحت بالوصول إليها.
أصالة هذا الصرح المكتشف في منف، بالإضافة إلى أبعاده، تكمن في حقيقة أنه تم فتحه من الأمام بثلاثة أبواب كبيرة:
- جانبان يتيحان الوصول إلى الممرات على طول قاعة الأعمدة التي تلت ذلك والتي تتيح الوصول إلى المعبد. لقد تم بناؤها من المرمر ولم تقدم وقت اكتشافها إلا نقوشًا نصف ممحاة بمرور الوقت الذي كان لا يزال من الممكن التعرف على خرطوشة رمسيس الثاني ؛
- مركزية، أكثر فرضًا، تفتح مباشرة على الغرفة ومخصصة حصريًا للاحتفالات والمواكب التي كان من المقرر استخدامها خلال المهرجانات الكبرى التي تتخلل الحياة الدينية للمدينة، والتي كان من المقرر أن تقام في هذه الغرفة الكبيرة، رمز المستنقع البدائي الذي نشأ منه اللاهوت. كان مصنوعًا من الحجر الرملي ويسبقه منحدر مزود بحواجز من الجرانيت الأحمر ذات قمم مستديرة.

المجموعة تحمل ألقاب رمسيس الثاني وكذلك ألقاب ستناخت، مؤسس الأسرة العشرين. يحمل الممر الذي عبر الكتلة الصلبة للصرح بالنسبة له الألقاب المتعاقبة لمرنبتاح الذي خلفه ورمسيس الثالث.
في هذا الجانب، يمكن أيضًا مقارنة بوابة الاستقبال الضخمة هذه هنا بصرح إدفو الكبير الذي يحتوي أيضًا على ثلاثة أبواب في المقدمة. لكن بالنسبة للأخير، من الواضح أن البابين الجانبيين هما بابان ثانويان، أصغر بكثير من الباب الرئيسي المحوري، ويفتحان على ممر جانبي يحيط بالمعبد في كل مكان. علاوة على ذلك ، يتم رفضها على جانبي الشامات الصخرية ولا تقدم أي تصميم محدد، بينما في منف نتعامل مع ثلاثة أبواب ، بالتأكيد بأبعاد مختلفة، ولكننا تم تجهيزها وتزيينها بعناية.

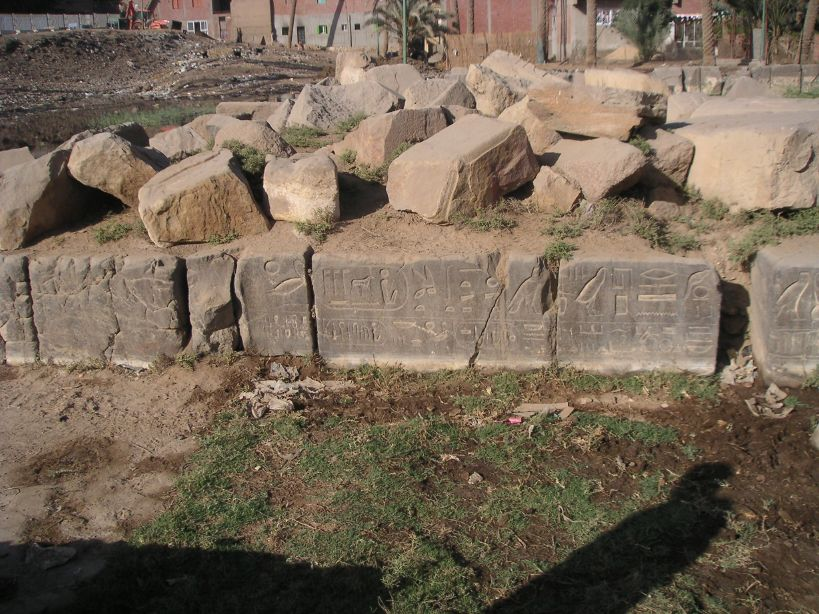
قبو الباب المحوري لصرح معبد بتاح

لإعطاء فكرة عن هذا، يمكننا مقارنة هذا المبنى أكثر مع الصرح الأول لمعبد إيزيس في فيلو الذي يحتوي على بابين رئيسيين على الواجهة للدلالة على وظيفتين مختلفتين مرتبطتين بأجزاء المعبد الذي خدموه. لذلك كان على البوابات الضخمة الثلاثة لصرح معبد بتاح أيضًا إتاحة الوصول إلى أجزاء محددة مختلفة من المعبد.
في الحالة الحالية لمعرفتنا بالمبنى، أتاح الباب المحوري الوصول إلى غرفة الأعمدة، والتي يعد تصميمها أيضًا أصليًا للغاية.
تم العثور على حطام من لوحات مختلفة أمام الصرح الذي سبقته مساحة واسعة. بالنظر إلى البقايا التي تم العثور عليها في هذه المناطق المحيطة، يمكن أن تكون ساحة فناء كبيرة إلى حد ما حيث يوجد تمثال ضخم واحد على الأقل. لابد أنها تضمنت رواقًا أو كشكًا مكونًا من أعمدة من الجرانيت على شكل نخيل، أخذها الملك من حرم الدولة القديمة. أحد هذه الأعمدة المتجانسة معروض في متحف جامعة بنسلفانيا، وهو مزين بأساطير ورسومات هيروغليفية لرمسيس الثاني يقدم القرابين لبتاح الذي يقع جنوب جداره.
من بين التمثال الضخم الذي زخرف هذا الفناء أو ساحة المعبد الكبير ، بقيت فقط قواعد قاعدة من البازلت الأسود المهيب على أساس من الحجر الجيري ، موضوعة في الشمال الغربي للمحور الرئيسي لهذه الفناء الأمامي. هنا مرة أخرى تعطي الأساطير الهيروغليفية لقب رمسيس الثاني.
إلى الغرب من هذه الأساسات، تم اكتشاف جزء من جدار من الطوب بالإضافة إلى بقايا نصب تذكاري رواسب أساسه باسم تحتمس الرابع. يمكن أن تكون هذه آثار الصرح أو البوابة العظيمة التي بناها هذا الملك لحوت كا بتاح والتي حفظتنا بعض اللوحات منها في الذاكرة. ووفقًا لهذه التمثيلات، فإن النقوش التي زينت هذا المبنى تمثل الملك أمام الإله بتاح في ناووسه. يظهر الملك وهو يرتدي تاج تاتين في موقف طقوس مذبحة أعداء مصر. كان هذا النصب يشير في ذلك الوقت إلى مدخل بيت تيمينوس بتاح.

### قاعة الأعمدة

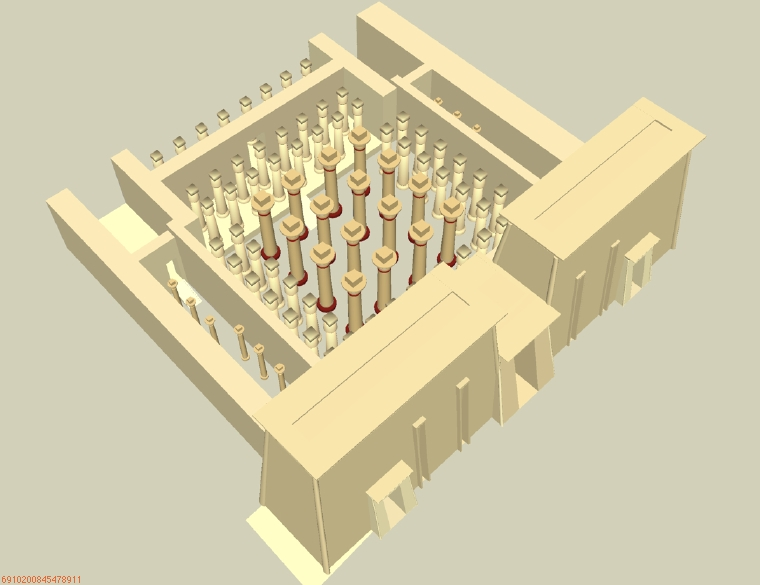
المنظر المرمم لقاعة الأعمدة لمعبد بتاح في زمن رمسيس الثاني.

مع أول مسح دقيق للموقع تم إجراؤه خلال الرحلة الاستكشافية البروسية عام 1842، بإشراف كارل ريتشارد ليبسيوس، تم تحديد الآثار الأولى للأعمدة. ومع ذلك، لا يمكن تقديم مخطط الكل لأنه كان في ذلك الوقت كومة من كتل الجرانيت المقلوبة تقشر وتختلط في منخفض يقطع تخطيط حظيرة الطوب الطيني للمعبد الكبير.
بعد ما يقرب من أربعين عامًا في ظل توجيه جورج دارسي هذه المرة، وبعد حملة التنقيب الأولى التي قام بها أوجوست مارييت ، اكتشف المنقبون الهيكل بأكمله وقدموا مخططًا أوليًا يظهر الصرح الكبير الذي ظهر بثلاثة أبواب تتقاطع معه وليس باب واحد فقط .
في منف، يؤدي المدخلان الجانبيان إلى مساحتين يمكن مقارنتهما بممرات كبيرة بما يكفي وواسعة بما يكفي لتكون بها أعمدة. تؤدي مباشرة إلى واجهة المعبد بالأرض المرتفعة. لذلك كان لا بد من الوصول إلى المعبد من خلال ثلاثة أبواب تخدمها منحدرات.
من خلال تحديد الجدران الجانبية للمعبد، اعتقد علماء الآثار أنهم أدركوا أنهم حددوا فناءً كبيرًا يحده أروقة. في محور الأخير، تم تنصيب اثني عشر قاعدة عمودية ذات أبعاد أكبر من تلك التي كانت تحيط بالمربع، والتي بدت محاذية على شكل حرف "T"، على ما يبدو رسم موقع كشك استقبال مهيب يسبق واجهة المعبد. تم رفع الأخير ومجهز برواق به عشرة أعمدة ، وهذه المرة من الكوارتزيت من المقطم.
تم اكتشاف عدد كبير من شظايا اللوحات والتماثيل، بعضها في بعض الأحيان بالكامل، خلال هذه الحفريات. من بين هذه المجموعة التي كانت تزين المعبد ، يمكننا أن نذكر على وجه الخصوص التمثالين الكبيرين اللذين يمثلان المعبود بتاح والمعرضين الآن في متحف القاهرة.
بعد عقد من الزمن، قام ويليام ماثيو فليندرز بيتري بعمل أثري مكثف. استمرارًا لتطهير الكل، قام بترميم المخطط بطريقة أكثر دقة، ووصل إلى مستويات الأساس للمبنى واكتشف أنه كان في الواقع غرفة ذات أعمدة مهيبة كانت موجودة حيث تم تحديدها سابقًا. فناء به محيط.

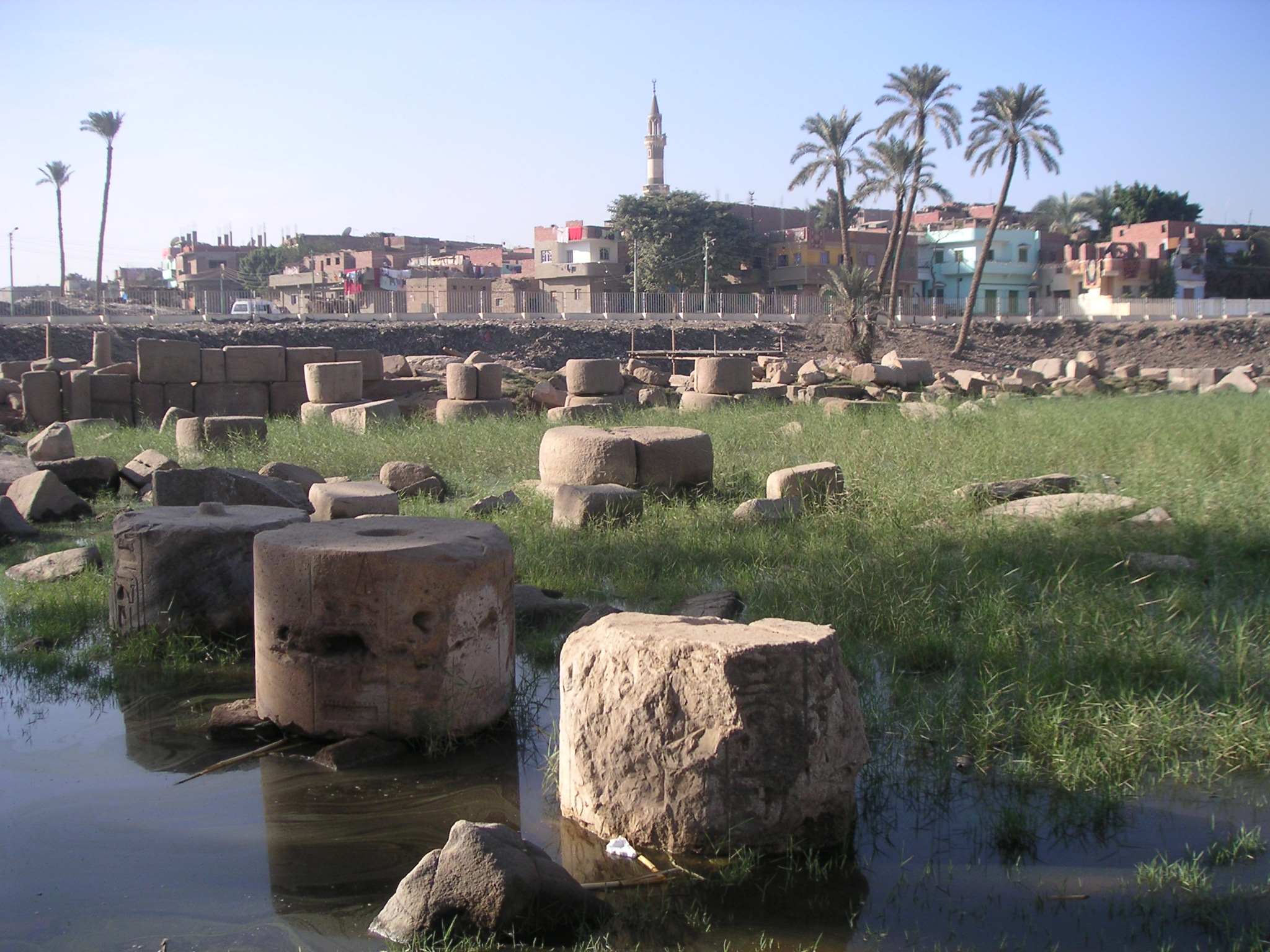
منظر لأطلال قاعة الأعمدة لمعبد بتاح الكبير

تحتوي هذه الغرفة على مخطط غير عادي مقارنة بغرف الأعمدة الكبيرة في الكرنك أو الرمسيوم لأنها إذا كانت ذات مخطط باسيليكي مثلهما، فإن مخطط معبد بتاح به صف رباعي مكون من أربعة أعمدة مركزية. في النهاية، هناك ستة عشر عمودًا، من المحتمل أن تكون كامبانيفورم، والتي كان من المفترض أن تدعم السقف على ارتفاع حوالي عشرين مترًا وتسمح للضوء بدخول الغرفة من خلال كلوسترا مرتبة في الفراغ الذي تم تحريره بفضل إزاحة المستوى التي تشكلت مع الأعمدة. جوانب منخفضة.
تتكون هذه الأعمدة من أربعة وثلاثين عمودًا من الجرانيت تحيط بهذا الممر المركزي من ثلاثة جوانب بدلاً من الجانبين الجانبيين كما في أمثلة طيبة. تبقى قواعد الأعمدة والممرات الأولى للجدران فقط، مما يجعل من الممكن قراءة المخطط العام وبالتالي تخيل رد مقنع.
الممرات الجانبية التي يمكن الوصول إليها مباشرة من الصرح الكبير تحتوي أيضًا على أروقة. يخدمون قاعة الأعمدة بواسطة بابين مثبتين على الصرح. تحمل جدران هذه الأجزاء الجانبية لقب رمسيس الثاني على قاعدتها الجرانيتية السوداء.
لذلك يمكننا أن نستنتج أن الغرفة وبرجها قد تم إنشاؤهما في الجزء الثاني من عهد رمسيس الثاني وأنه إذا كان لديه الوقت لإكماله، كما تؤكد النقوش على مجد الفرعون العظيم، فقد تابعت زخرفته. ابن ثم ربما أكمله رمسيس الثالث، وهو خليفة بعيد سعى في كل شيء لإحياء مجد سلفه.
آخر ما يميز الغرفة، لا تنتهي الغرفة على برج ثانٍ أو على جدار يفصل هذا البروناوس الكبير عن منطقة الأماكن المقدسة، ولكنها تفتح على غرفة ذات أعمدة ثانية، أو على أي حال رواق، يمكن الوصول إليه عن طريق درج. لأن أرض هذا الجزء الثاني من الهيكل مرفوع. على الرغم من أن المعبد يعود إلى الأسرة الثامنة عشر في هذا المكان، إلا أن الأعمدة تحمل لقب رمسيس العظيم وكذلك سيتي الثاني، حفيده.
داخل قاعة الأعمدة، تم وضع العديد من التماثيل كصوت سابقة من قبل حجاج المعبود والكهنة، بالإضافة إلى مجموعات التماثيل التي سميت على اسم رمسيس الثاني، والتي لا تزال بعض أجزاء منها في مكانها في الموقع. لذلك فهو برنامج ضخم تم طلبه لمعبد بتاح العظيم ، والذي سيكمل أو يوسع بلا شك معبد بتاح القديم. يشهد هذا البرنامج بوضوح على إرادة الملوك الرعامسة لتكريم إله متف.
اليوم، نصفها مغمور في تربة أصبحت مستنقعية بسبب ارتفاع المياه الجوفية، لم يتبق سوى الأساسات وقواعد الأعمدة وتسمح لنا بتخيل هذه المقدمة العظيمة للحرم.

## ضريح بتاح

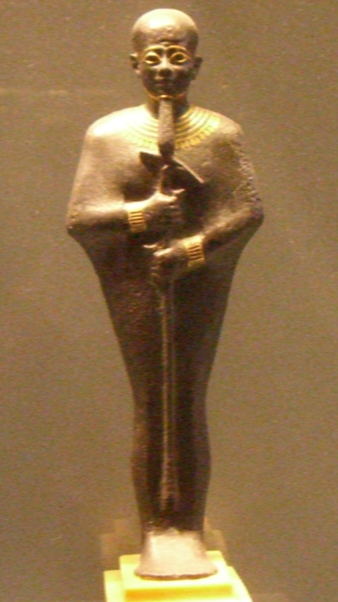
بتاح

من قدس الأقداس في هيكل بتاح لم يبق شيء ملموس اليوم. تقع بقاياها أو أساساتها تحت بستان النخيل ومدينة ميت رهينة ليس بعيدًا عن قناة حديثة تعبر مباشرة عبر السياج الكبير لـ حوت كا بتاح.
ومع ذلك، يمكننا الحصول على فكرة عن روعتها من الأوصاف التي قدمها الرحالة العرب الذين زاروا أطلال منف ومعبدها الكبير. في ذلك الوقت، كان الموقع لا يزال يحتوي على العديد من البقايا الرائعة، ومن ثم فإن العديد منها، التي تعبر هذا الحقل من الكتل المقلوبة، يصف مصلى صغيرة متجانسة لا تزال سليمة مصنوعة من الحجر مع انعكاسات خضراء.
هذه الغرفة الخضراء، كما أحب مؤرخو العصور الوسطى أن يعمدوها، ربما تكون قد نحتت من كتلة من البازلت الأخضر وأعطت انطباعًا رائعًا من خلال جودة حجرها والنقوش التي ارتدتها ونسبها. على ارتفاع خمسة أمتار تقريبًا، بطول أربعة وثلاثة من الأمام، كانت جدرانه متساوية السماكة مترًا واحدًا، وكان الكل يرتكز على كتل ضخمة من الأساس الجرانيت الأحمر.
إليكم كيف يصف المؤرخ العربي تقي الدين المقريزي النصب الذي كان لا يزال قائماً بعد قرن من الزمان:
 رأينا في منف (...) منزلًا من هذا الحجر الجرانيت الصلب لا يلدغ عليه الحديد؛ كانت قطعة واحدة. كانت هناك تماثيل منحوتة وكتابات عليها. على مقدمة الباب صور ثعابين تعرض صدورها. 
مما لا شك فيه أن هذا الوصف يتوافق مع وصف ناووس المعبد الكبير لحوت كا بتاح، والذي وصفه عبد اللطيف، الطبيب والجغرافي العربي الذي لا يقل شهرة في القرن الثالث عشر الميلادي، بأنه "وضع في معبد رائع مبني من حجارة كبيرة وضخمة مجمعة بأعلى درجات الدقة والفن الأكثر كمالاً”.
داخل هذا الناووس المتآلف كان يمكن العثور عليه كنيسة صغيرة أخرى تضم تمثال المعبود، موضوع عبادة المعبد.

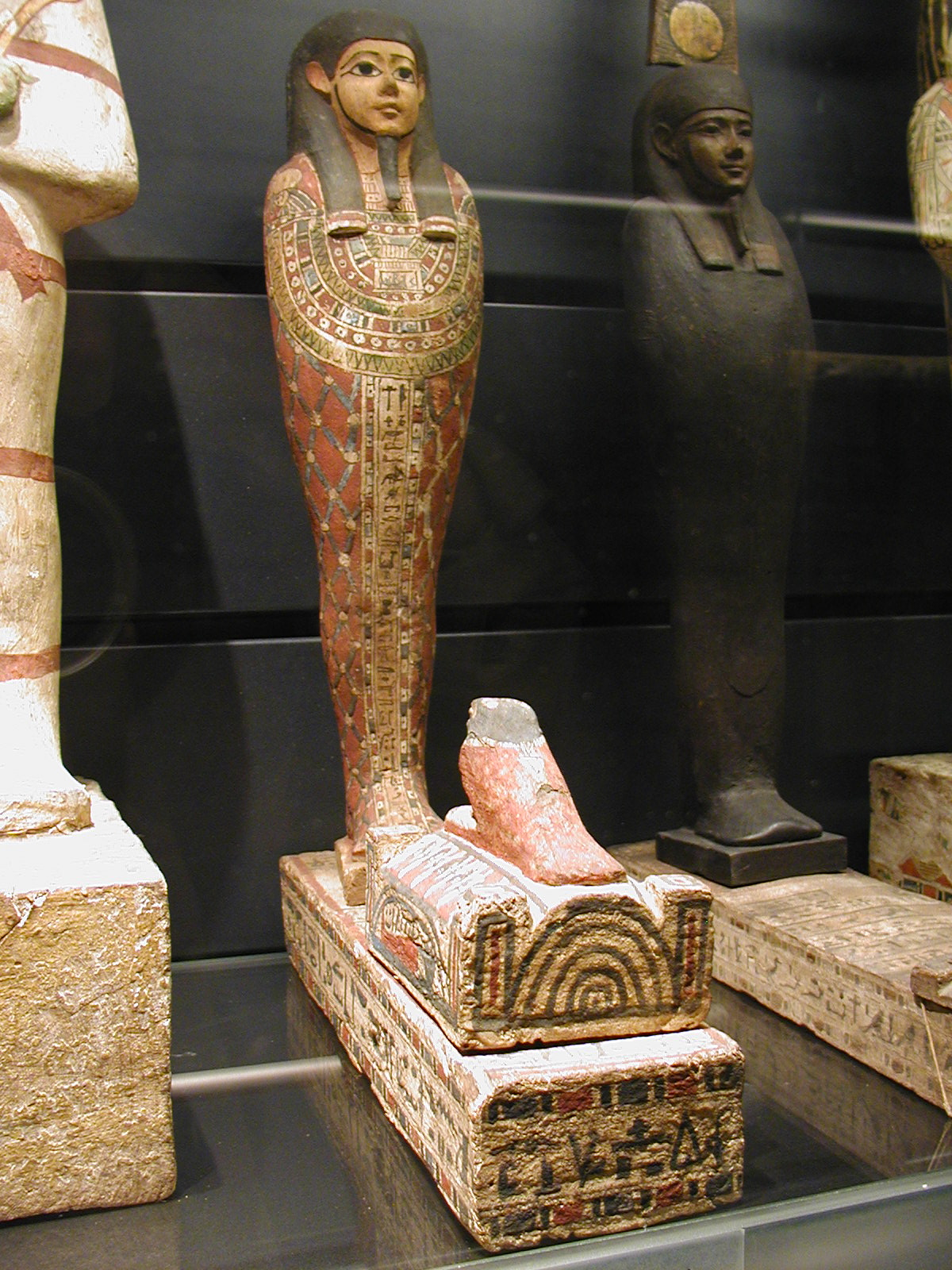
تمثال صغير يمثل بتاح-سوكر-أوزوريس وأمامه قبر أوزوريس

ربما تم نقل استحضار هذه الكنيسة المقدسة إلينا عن طريق تميمة ذهبية صغيرة عثر عليها على مومياء الجنرال ونجباو إنجدت، وزير بسوسنس الأول، المدفون في مقبرة تانيس الملكية إلى جانب سيده وملكه. تمثل هذه الجوهرة الصغيرة ناووسًا مصغرًا يحتوي على تمثال صغير للمعبود بتاح من اللازورد. إن جدران الناووس مغطاة في الواقع بنقوش صغيرة تصور الآلهة بينما عتب الباب مزين بقرص شمس مجنح. على جانبي الباب نرى عمودين على شكل عمود جد يدعم عصفورين يرتديان أقراص شمسية. يمكننا التعرف على الطائرين با، اللذين يرمزان إلى أرواح المعبود رع، أو نسله المعبودات شو وتفنوت اللذان كانا يرمزان إلى عبادة بتاح. تم العثور على مثل هذه التمثيلات على الأعمدة العظيمة لمقابر وجهاء الأسرة الثامنة عشرة والتاسعة عشرة المكتشفة في سقارة، مما يوفر لنا شهادة ثمينة عن الرموز التي أحاطت باللاهوت في أعماق محرمه في منف.
عمود جد هو أحد أقدس الرموز في الأساطير المصرية. مرتبطًا بالإله أوزوريس، سرعان ما سيصبح أحد رموز بتاح، ويربط المزيد من هذين المعبودين، من خلال التوفيق مع الإله سوكر، في منف ونفس المعبود الذي تم تكريمه بشكل خاص في المقابر الكبيرة التي انتشرت عبر الأفق الغربي للمدينة.
غالبًا ما يتم تصوير بتاح وهو يحمل صولجانًا مركبًا، أحد عناصره هو بالتحديد العمود المقدس المعني. وفقًا للتقاليد، تم الاحتفاظ بهذا العمود في المعبد العظيم للمعبود في منف، وكان على الملك الذهاب إلى هناك بانتظام وممارسة طقوس تُعرف باسم إقامة الجد، وهي طقوس تضمن استعادة استقرار الكون في نفس الوقت. الوقت الذي كان يرمز إلى قيامة الله.
خلال الحفريات التي قام بها بيتري في بداية القرن العشرين، كشفت عمليات السبر التي قام بها على محور غربي شرقي بدءًا من غرفة الأعمدة في المعبد من أجل اكتشاف أسس المعبد عن بقايا الهيكل الرئيسي. من المعبد. كتل جدارية منحوتة في كوارتزيت صفراء تصور المعبودات سخمت التي قدم لها الملك قربانًا، تنتمي إلى مصلى صغير أو قاعة مقدس بني في عهد أمنحتب الثالث. كانت ترتكز على قاعدة من الجرانيت الأحمر من نفس الفترة.
على مسافة غير بعيدة، اكتشف المنقبون أيضًا أجزاء من مصلى صغير أخرى ، سمي هذه المرة باسم أحمس الثاني، مصنوعة أيضًا من الكوارتزيت والجرانيت. تتميز الجدران المنحوتة بنقوش بارزة بما في ذلك صورة للملك معروضة الآن في متحف إدنبرة في اسكتلندا.
كان من المقرر أن يتم التعبير عن هذا الملاذ العظيم بالتطورات الأربعة للمعبد الذي منحت البوابات الأربعة الكبيرة الوصول إليه. قام بعض المؤلفين بإجراء مقارنة مباشرة لهذه الخطة مع تلك الخاصة بمعبد آمون رع في الكرنك، والتي تمثل في الحقيقة تشابهات مع تلك الخاصة بتاح منف.
لاحظ مع ذلك عدم وجود بقايا مسلات ضخمة ورموز شمسية بامتياز في معبد بتاح الكبير، والتي لو كانت موجودة وبسبب موادها لوجدت حتى مقطوعة. بالنسبة إلى حوت كا بتاح، زينت العملاقة الكبيرة وتهيمن على الأبواب الأربعة الرئيسية للمعبد بدلاً من هذه النقاط الجرانيتية. وأشاروا إلى المحاور الأربعة الرئيسية المؤدية إلى حرم المعبد، النقطة المركزية لعبادة بتاح.
المدخل الثلاثي للصور الغربي هو دليل آخر على مخطط الحرم الذي كان يقدم ناووس مركزيًا رئيسيًا يضم تمثال بتاح، بينما كانت الأضرحة الثانوية إما منزل العائلة الإلهية التي شكلها الإله. سخمت ونفرتوم، أو الآلهة التي اندمج بها الإله بتاح.
تخبرنا النصوص القديمة بالفعل أن عبادة سوكر وقاربه المقدس هينو كانا في حوت كا بتاح. اشتهر ملاذ سوكر في منف باحتوائه على أحد مقابر أوزوريس، التي احتفظت برأس الإله. كان هذا الضريح مركزًا للاحتفالات الدينية الكبرى التي أقيمت في شهر خوياك عندما أقيمت شغف الإله وقيامته في جميع أنحاء البلاد في أماكن العبادة الرئيسية. احتوى القارب المقدس هينو، الذي كثيرًا ما نجد تماثيل له في المعابد أو على عناصر نذرية مكرسة للمعبود في المقابر، على معبود يُدعى سانخ بتاح، أي الشخص الذي يعيش على بتاح، وهو إله يستوعب الآلهة بتاح. يشكل سوكر وأوزوريس كيانًا إلهيًا واحدًا تم تكريمه بشكل خاص في سقارة، مقبرة منف الرئيسية.

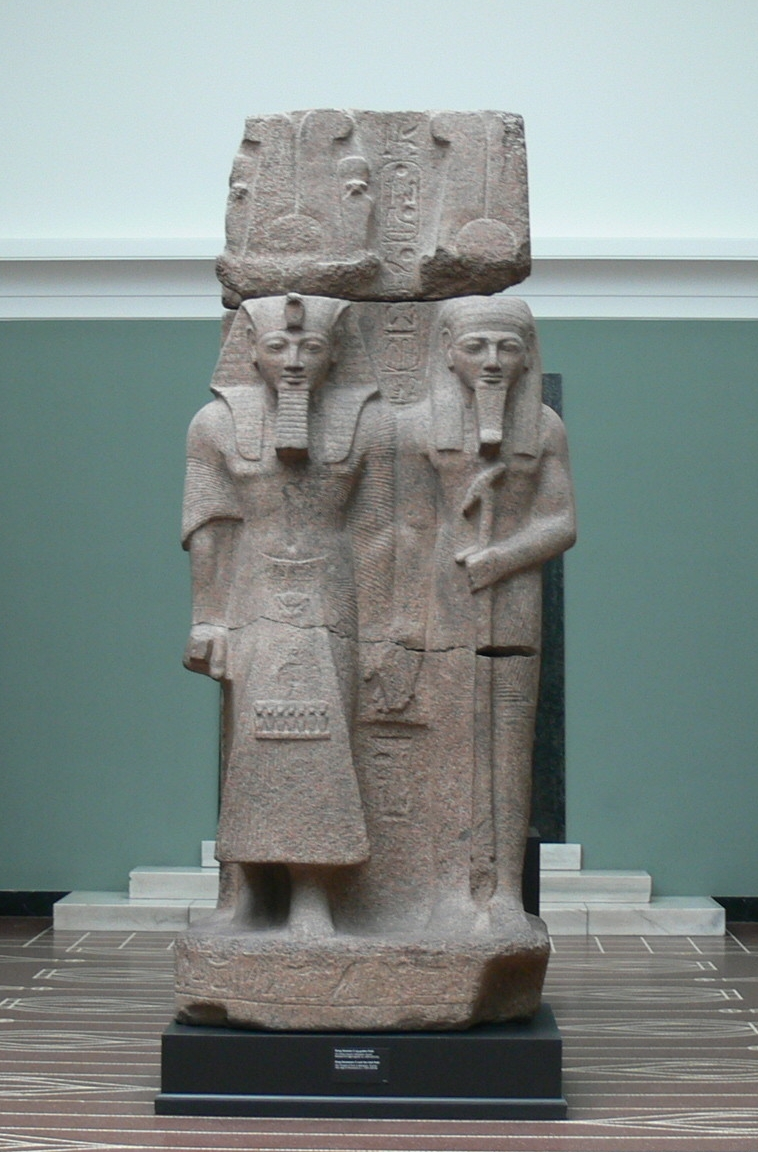
العثور على تمثال رمسيس الثاني والمعبود بتاح تاتينين في حوت كا بتاح

لذلك تم الاحتفاظ بها في هذا الجزء من المعبد الذي كان يُدعى شيتيت سوكر، والذي تم استنساخ عناصره الرئيسية في معابد دندرة وإدفو المتأخرة. تم وضع هذه المجموعة من الغرف المترابطة دائمًا إلى الغرب من الحرم الرئيسي للمعبد. نلاحظ في الكرنك وجود مثال آخر معروف من المصليات المخصصة لعبادة السوكاريس، هذه المرة تقع في الجنوب الغربي من المحور الرئيسي لأخمينو، أو قاعة قرية تحتمس الثالث. تشير النقوش الهيروغليفية التي تغطي هذه الملاذات المختلفة المخصصة لسوكر بوضوح إلى ملاذ منف باعتباره المكان الذي تم فيه جمع مختلف أعضاء المعبود أوزوريس للشروع في تحنيطه بمساعدة أنوبيس وإيزيس ونفتيس.
مما لا شك فيه أنه في منف، في حوت كا بتاح، كان هذا الملاذ المخصص لسوكر موجودًا على مستوى أكثر تطورًا ووفقًا لتوجهات مماثلة. لذلك يمكننا على الفور استعادة إلى الجنوب الغربي من ملاذ بتاح شيتيت من سوكر، المكان الذي حدث فيه جزء من أسرار أوزوريس.
وتجدر الإشارة إلى أنه خلال أعمال التنقيب التي قامت بها مصلحة الآثار المصرية في نهاية القرن التاسع عشر، تم اكتشاف بقايا باب من الحجر الرملي على بعد عشرات الأمتار جنوب شرق قاعة أعمدة الرعامسة، حيث كان يوجد المعبد في الأصل. يعود تاريخ إحدى الثوار إلى الأسرة السادسة والعشرين، ولا تزال تتضمن مشهدًا يمثل ملك في العشق أمام القارب الكبير هينو. قد يكون هذا أحد الأبواب التي أتاحت الوصول إلى قاعات محمية سوكر.
المعبود الرئيسي الآخر الذي عرفه بتاح هو تاتينن. المعبود السابق لمنطقة منف، انتهى هذا الإله إلى تمثيل الجانب الديناميكي لبتاح وعلى هذا النحو كان مرتبطًا ارتباطًا وثيقًا بأسطورة خلق الكون، التي ترمز إلى الأرض التي ترتفع، والتلال البدائي الذي جاء عليه حلم المعبود. إلى الوجود لأول مرة. يمثل هذا المظهر الشمسي لبتاح تاج الإله تاتينين الذي تضمن القرص الشمسي مؤطرًا بريشتين عاليتين. إنه أيضًا التاج الذي يرتديه العملاق الجرانيتي العظيم لرمسيس الثاني الذي يقف أمام البوابة الشرقية للمعبد.
وبالتالي فمن المحتمل أن التطور الشرقي لمعبد بتاح الكبير كان مكرسًا بشكل خاص لهذا المعبود في شكله تاتينن، مع وجود ملاذ موجه نحو شروق الشمس.

## الاستكشاف الأخير وتفسير النتائج
في عام 1970 ثم من عام 1984 إلى عام 1990، استأنفت أعمال التنقيب التي قامت بها جمعية استكشاف مصر بلندن استكشاف قاعة الأعمدة وبوابة رمسيس الثاني. بهذه المناسبة تم اكتشاف كتل الجرانيت التي تحمل تاريخ عهد أمنمحات الثاني. منذ ذلك الحين، يتم إجراء مسح سنوي، وقد أتاحت الدراسات الطبقية التي يتم إجراؤها بأخذ العينات فهمًا أفضل لتطور المعبد الكبير.
وقد أظهرت هذه السبر أن الطبقات التي تم استكشافها أسفل أساسات المعبد الواقعة إلى الشرق من قاعة الأعمدة خالية من أي احتلال بشري وتتوافق في طبيعتها الرملية مع قاع نهر قديم لا يمكن أن يكون إلا في هذه المنطقة. من النيل.
وهكذا تظهر هذه النتائج أنه على الرغم من إعادة بنائها في وقت متأخر وتضمنت بالفعل ملاذًا كبيرًا مخصصًا لبتاح، إلا أن السور الكبير المعروف حاليًا يتبع بشكل أو بآخر مخطط محيط معبد الرعامسة، الذي ربما أسسه سيتي الأول ثم طور ببراعة من قبل ابنه رمسيس. كان هذا التوسع في حرم بتاح ممكنًا من خلال إزاحة مجرى النيل باتجاه الشرق. كانت الأراضي البكر الجديدة التي تم تطهيرها مناسبة بشكل خاص لتأسيس نصب تذكاري جديد. للقيام بذلك، استخدم رمسيس بقايا المباني القديمة التي سقطت في الخدمة أو أسيء استخدامها من قبل تاريخ البلاد واستمدت مواد البناء الخاصة به إلى حد كبير من موقع منف نفسها، ولكن أيضًا من سقارة.
تعد عمليات إعادة الاستخدام الهائلة للآثار القديمة من أجل الإنشاءات الجديدة للعهد من سمات بدايات عصر الرعامسة.
في الواقع، بعد سقوط الأسرة الثامنة عشر، أصبح حورمحب ثم الرعامسيون الأوائل مرتبطين بمنف كما هو الحال في المدن الرئيسية في مصر لمحو آثار التجربة الدينية لإخناتون، وتفكيك مبانيه بشكل منهجي وإعادة استخدامها في الأساسات والبناء. المعالم الأثرية التي أعادوها أو أنشأوها لإعادة تأكيد هيمنة الطوائف القديمة في البلاد.
نحن نعلم من مصادر هذا الوقت أن معبد نيب ماط رع المتحد مع بتاح كان موجودًا في منف، كما يوجد معبد آتون هناك. في الواقع، يمكن للكتل الموجودة في العلبة العظيمة لمنف أن تشير إلى وجود، في موقع قاعة الأعمدة التابعة للأسرة التاسعة عشرة، لمثل هذا المبنى في زمن أمنحتب الثالث، والذي من المحتمل أن يكون قد تغير بسبب استمرار أخناتون في المعبد. مكرس لعبادة إله الشمس الوحيد آتون. هذا من شأنه أن يفسر اكتشافات العديد من البقايا مع أسماء هذين الفرعين من الأسرة الثامنة عشر، والتي لا يمكن ربطها بسياق أثري دقيق بصرف النظر عن إعادة استخدامها في آثار لاحقة مبنية على تربة عذراء.
وهكذا يبدو من المؤكد أكثر فأكثر أن السياج الكبير المعروف حاليًا والمعالم التي تضمها، والمباني التي تم تزيينها إلى ما لا نهاية من قبل الملوك الذين سيتبعون نهاية الدولة الحديثة، لا تعود إلى أبعد الأوقات في تاريخ البلاد على عكس النسخة التي قدمها الكهنة إلى هيرودوت والتي سعى معظم علماء المصريات للتحقق منها على الموقع.
تشير هذه الدراسة بالتالي إلى أن معبد بتاح في العصور السابقة وخاصة الأسرة الثامنة عشرة يجب البحث عنه في مكان آخر، ورواسب الأساس باسم تحتمس الرابع المكتشفة غرب الصرح العظيم لرمسيس الثاني هي دليل جاد لهذا التحديد. أصبحت الحفريات على نطاق واسع مستحيلة اليوم لأن الموقع النظري لهذا المعبد مغطى اليوم بمساكن بلدة ميت رهينة الصغيرة.